# ツィラータール鉄道
ツィラータール鉄道（ツィラータールてつどう、ドイツ語: Zillertalbahn）は、オーストリアの鉄道路線（軽便鉄道）。2018年時点ではツィラータール旅客事業株式会社（Zillertaler Verkehrsbetriebe AG）が所有しており、路線番号は310である。この項目では、ツィラータール旅客事業株式会社が運営するバス事業についても解説する。

## 歴史

### 開業まで
鉄道開業以前のツィラー渓谷（ツィラータール）は道路状態が非常に悪く、観光産業の拠点であるマイヤーホーフェンへ向かうためには途中のツェル・アム・ツィラーで一泊する必要があるほど交通の便に支障をきたしていた。その状況を打破するため、1868年以降ツィラー渓谷へ向かう鉄道を作る動きが起こるようになり、地域の有力者たちによる会議の末、1895年に建設が決定された。その際に建設費用の削減などを目的として線路幅はボスニアンゲージとも呼ばれる760mmの狭軌を採用する事となった。
開業日は1902年7月31日で、その際に用意された車両は蒸気機関車2両、客車10両、荷物車2両、貨車20両（有蓋車10両、無蓋車10両）であった。

### 開業後、廃止の危機
開業後の経営は順調で、1921年には電化計画が持ち上がったものの中止となり、代わりにオーストリアの軽便鉄道で初のディーゼル機関車導入が実現した。また1928年以降はトゥクスにあったマグネシウム鉱山からの鉱石輸送を開始し、1976年に鉱山が閉鎖するまで続いた。
だが1964年に沿線の道路建設に併せて鉄道を廃止するという動きが持ち上がり、長期に渡って議論が続いた。そんな中、翌1965年にザルツブルクのタウエルン電力会社が沿線に水力発電所を建設することになり、その資材輸送をツィラータール鉄道が担当する事となった。新型機関車の導入や標準軌から貨車を直通させるためのロールシェメルの導入、列車無線の採用など様々な施策を実行し、発電所完成までに325,000tものセメントを輸送した功績により、大量輸送機関としての鉄道の価値が見直され、ツィラータール鉄道の存続が決定した。

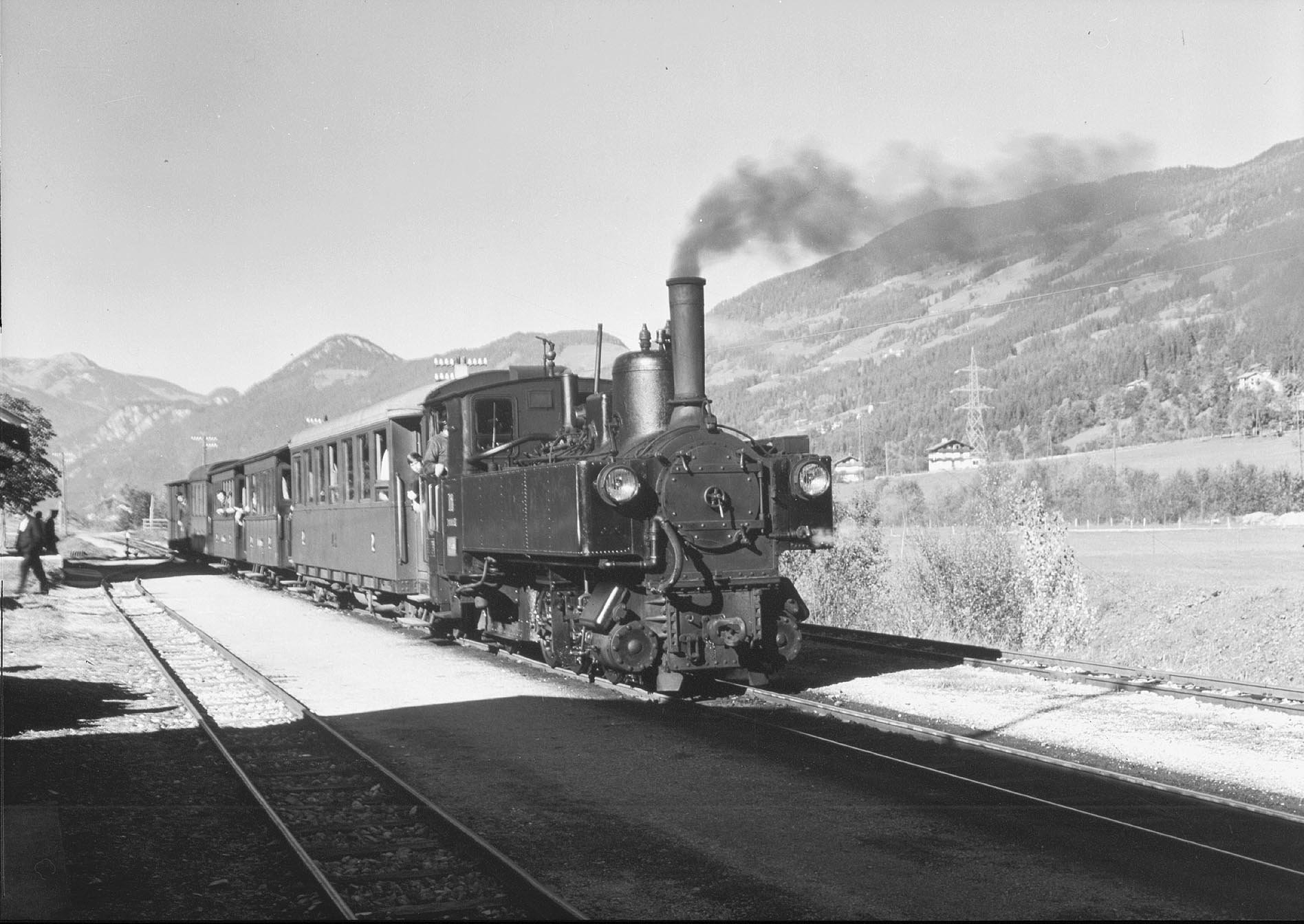
3号機関車が牽引する旅客列車（1967年撮影）

### 近代化
蒸気機関車列車など観光路線として人気を博す一方、ツィラータール鉄道はツィラー渓谷の通勤・近郊路線として近代化を進めている。1984年以降、電気式気動車を導入した事で蒸気機関車の定期運用が1993年をもって終了した他、2000年代以降は大型の超低床客車の導入も行われている。また1991年には一部路線が複線化され、旅客列車の本数が30％増加した。
一方で貨物列車についても新型機関車の導入など近代化を進めたものの、コストの問題から木材輸送用の貨物列車が2013年に一時終了した事で一時は臨時列車が運行されるのみとなっていた。だが、沿線の道路の混雑緩和や環境保護の観点からモーダルシフトの一環として木材輸送列車の復活が決定し、2021年5月以降イェンバッハ（Jenbach）に新規の貨物ターミナルを建設したうえで運行が再開されている。

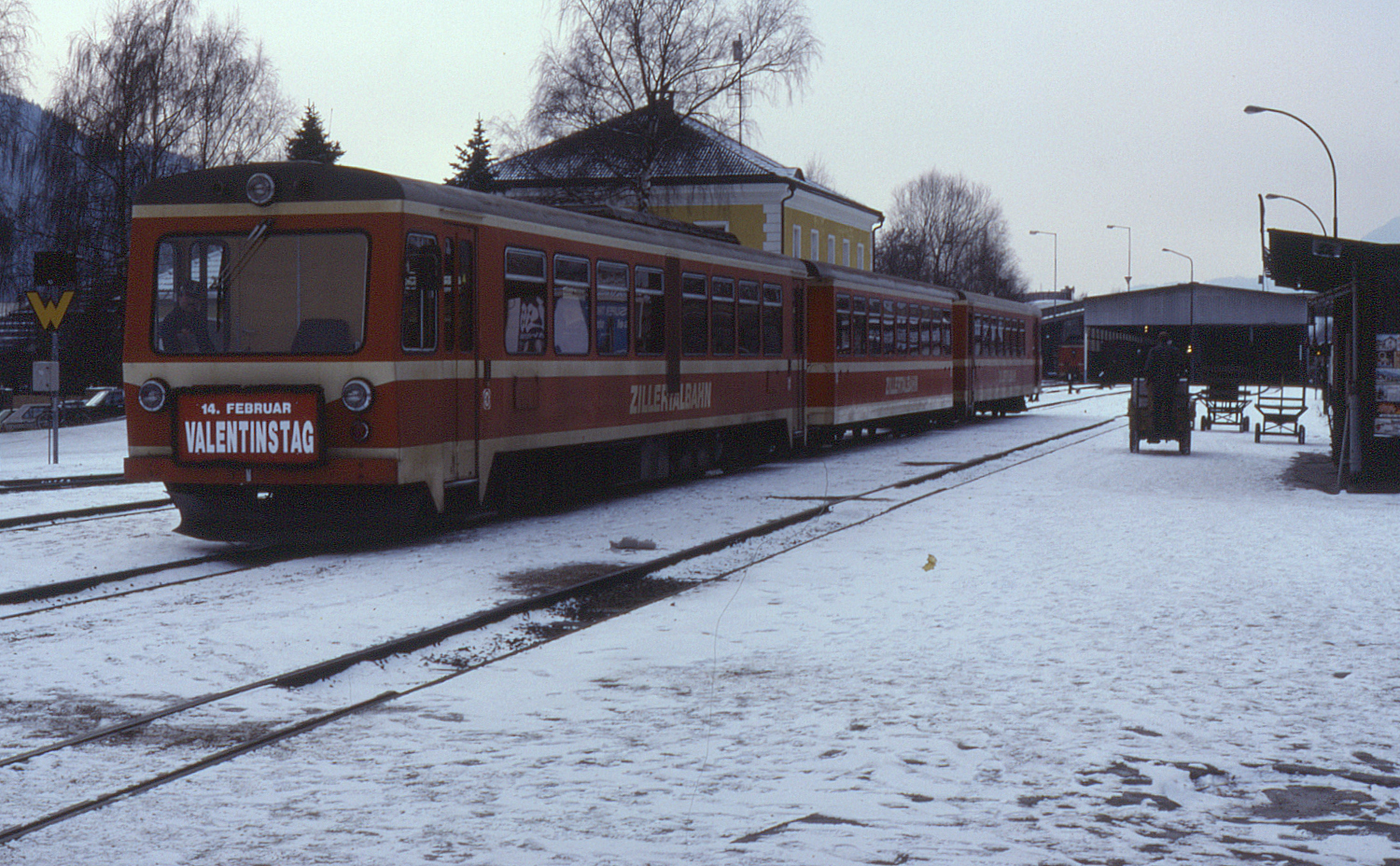
1980年代以降導入された気動車列車（1991年撮影）
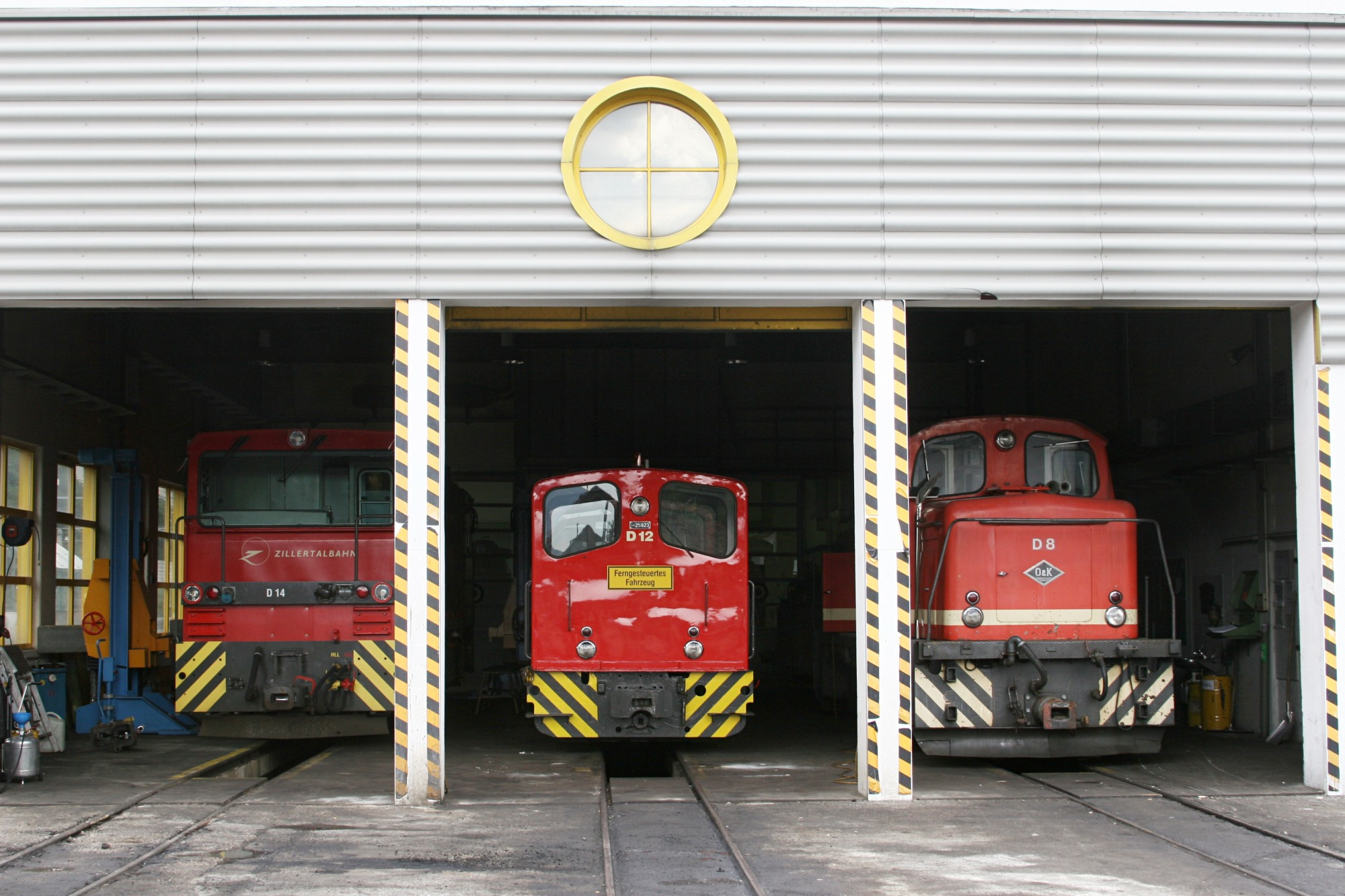
車庫に並ぶディーゼル機関車
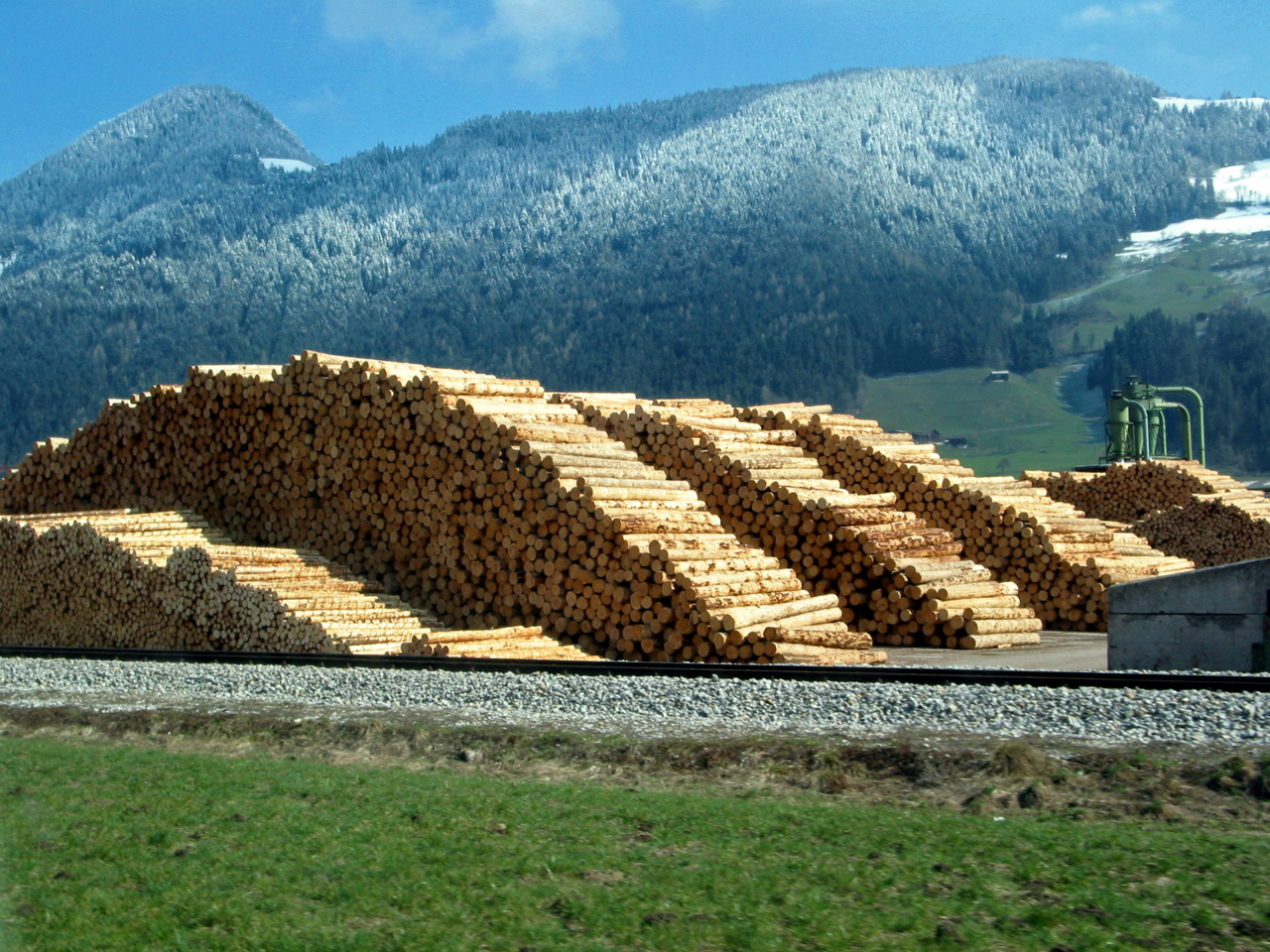
大量の木材が積まれていた貨物駅（2004年撮影）

## 運行
2018年11月現在、ツィラータール鉄道では一部時間帯を除き1時間に2本の頻度で列車が運行されており、全列車とも全線通し運転である。5月から10月にかけては週5日蒸気機関車牽引の観光列車が設定される。これらの列車は一部を除き、イェンバッハ駅でオーストリア連邦鉄道との乗り換えが可能なダイヤ設定がなされている。
なお、蒸気機関車については上記の運行以外に複数の臨時列車が運行されており、年末には大型の酒樽を積んだバレルカーや62,000個のスワロフスキークリスタルが車内に装飾されたクリスタル客車などを連結した特別列車が設定されている。

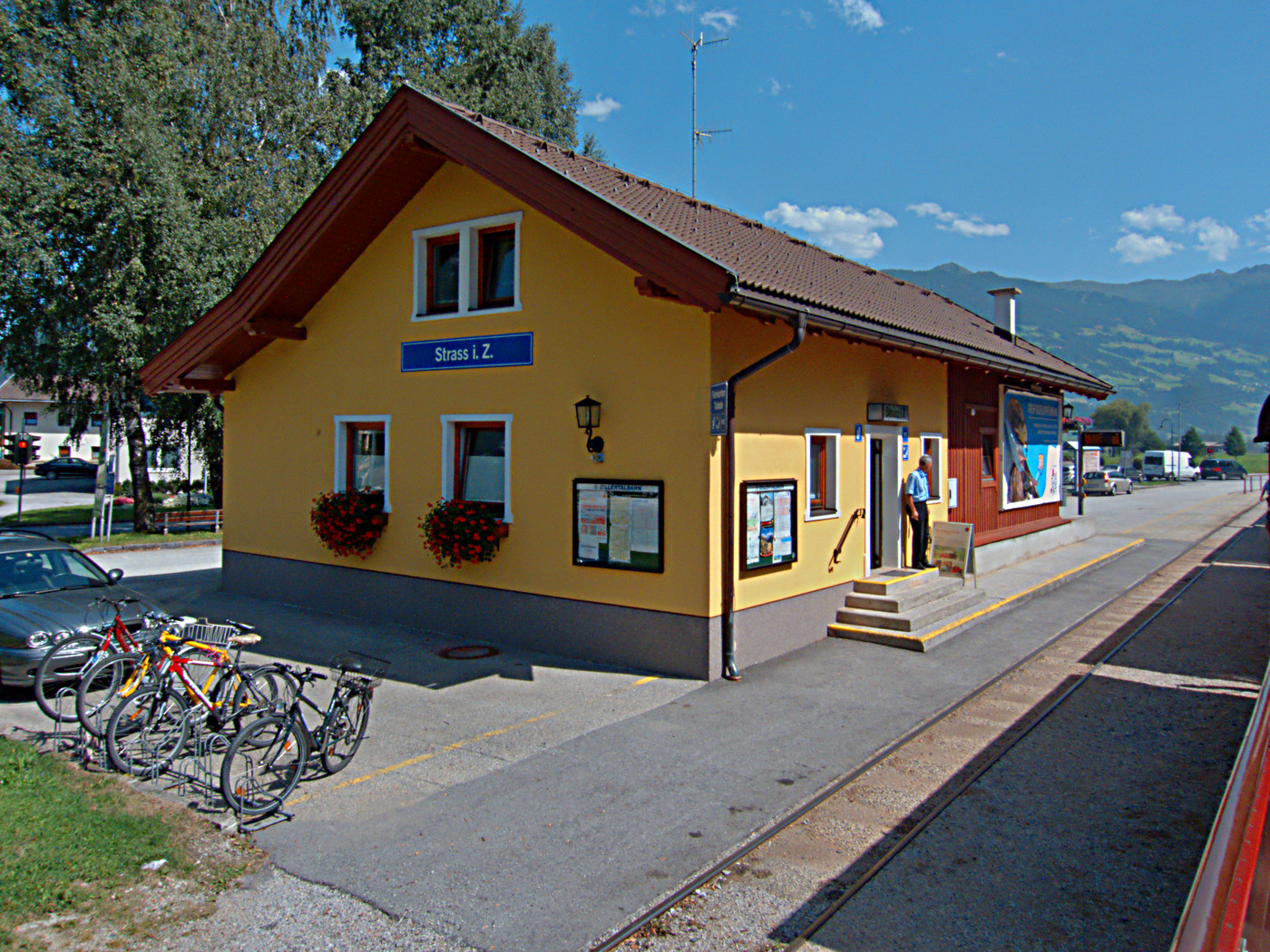
シュトラス・イム・ツィラータール駅
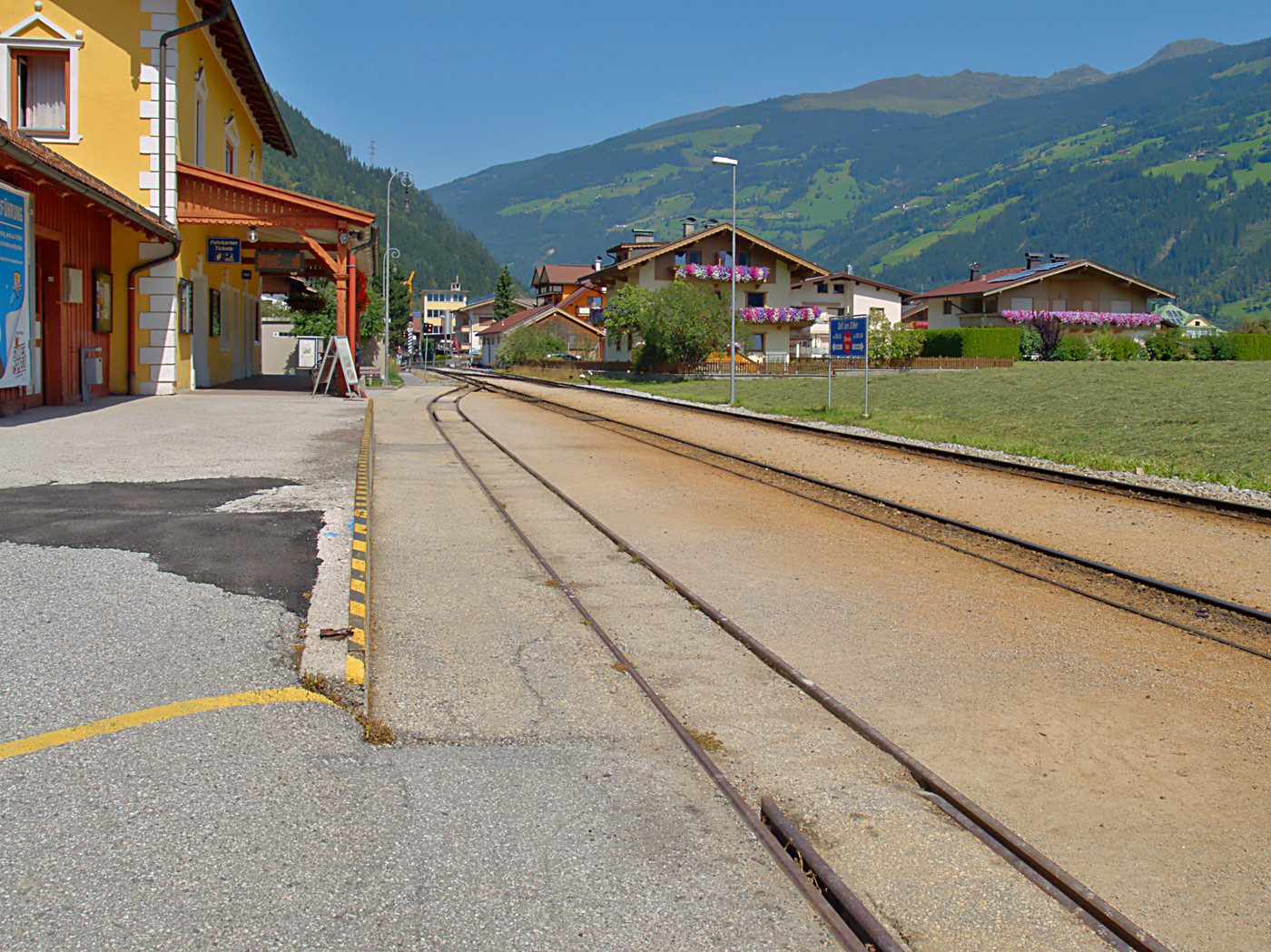
ツェル・アム・ツィラー駅
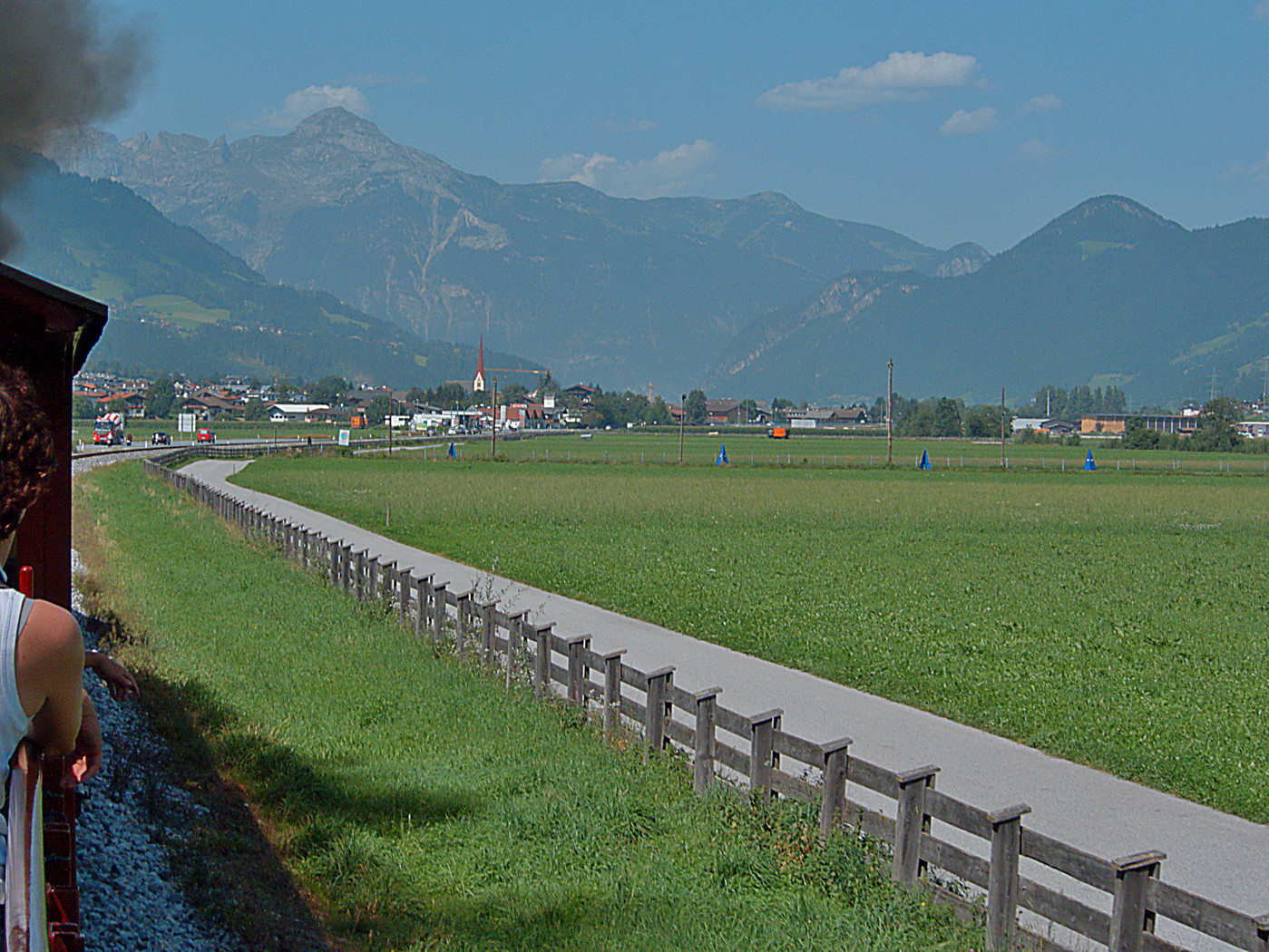
沿線の風景

かつては、平日朝にマイアホフェン発イェンバッハ行の速達列車"ツィラータールジェット"（ZillertalJet）が一日1本運行していた。停車駅は、ラムサウ、ツェル、アーシャウ、カルテンバッハ、ウーダーンス、フューゲン、シュリッタースで、2021年度以降はリートにも停車していた。2024年度より運行していない。

### 種別・停車駅一覧
- 種別
  - SL：蒸気機関車
  - R：普通
- 停車駅
  - ■印：全列車停車
  - ●印：大部分停車、一部通過
  - ○印：大部分通過、一部停車
  - ｜印：全列車通過

| 路線名 | 駅名                                               | 駅間営業キロ | 累計営業キロ | SL | R | 接続路線                                    | 所在地   | 所在地         |
| ------ | -------------------------------------------------- | ------------ | ------------ | -- | - | ------------------------------------------- | -------- | -------------- |
| 310    | イェンバッハ駅                                     | -            | 0.0          | ■  | ■ | 300号線（インスブルック方面、ウィーン方面） | チロル州 | シュヴァーツ郡 |
| 310    | ロトホルツ駅                                       | 2.0          | 2.0          | ｜ | ■ |                                             | チロル州 | シュヴァーツ郡 |
| 310    | シュトラス・イム・ツィラータール駅                 | 1.5          | 3.5          | ■  | ■ |                                             | チロル州 | シュヴァーツ郡 |
| 310    | シュリッタース・ブルック・アム・ツィラー駅         | 2.9          | 6.4          | ■  | ■ |                                             | チロル州 | シュヴァーツ郡 |
| 310    | ガーゲリンク駅                                     | 1.8          | 8.2          | ｜ | ■ |                                             | チロル州 | シュヴァーツ郡 |
| 310    | フューゲン・ハート・イム・ツィラータール駅         | 2.0          | 10.2         | ■  | ■ |                                             | チロル州 | シュヴァーツ郡 |
| 310    | カプフィンク・イム・ツィラータール駅               | 1.5          | 11.7         | ｜ | ■ |                                             | チロル州 | シュヴァーツ郡 |
| 310    | ウーダーンス・イム・ツィラータール駅               | 0.8          | 12.5         | ■  | ■ |                                             | チロル州 | シュヴァーツ郡 |
| 310    | リート・イム・ツィラータール駅                     | 2.8          | 15.3         | ■  | ■ |                                             | チロル州 | シュヴァーツ郡 |
| 310    | カルテンバッハ・シュトゥム・イム・ツィラータール駅 | 1.2          | 16.5         | ■  | ■ |                                             | チロル州 | シュヴァーツ郡 |
| 310    | アンゲラーバッハ・アーンバッハ駅                   | 2.5          | 19.0         | ｜ | ■ |                                             | チロル州 | シュヴァーツ郡 |
| 310    | アシャウ・イム・ツィラータール駅                   | 1.3          | 20.3         | ■  | ■ |                                             | チロル州 | シュヴァーツ郡 |
| 310    | エアラッハ・イム・ツィラータール駅                 | 2.1          | 22.4         | ｜ | ■ |                                             | チロル州 | シュヴァーツ郡 |
| 310    | ツェル・アム・ツィラー駅                           | 2.0          | 24.4         | ■  | ■ |                                             | チロル州 | シュヴァーツ郡 |
| 310    | ライマッハ・地域博物館駅                           | 1.2          | 25.6         | ■  | ■ |                                             | チロル州 | シュヴァーツ郡 |
| 310    | ラムサウ・イム・ツィラータール・ヒッパハ駅         | 2.0          | 27.6         | ■  | ■ |                                             | チロル州 | シュヴァーツ郡 |
| 310    | ビヒル・イム・ツィラータール駅                     | 1.1          | 28.7         | ｜ | ■ |                                             | チロル州 | シュヴァーツ郡 |
| 310    | マイアホフェン・イム・ツィラータール駅             | 3.0          | 31.7         | ■  | ■ |                                             | チロル州 | シュヴァーツ郡 |

## 車両

### 現有車両

#### 蒸気機関車
2018年現在、ツィラータール鉄道には動態保存用として4両の蒸気機関車が在籍している。
- 3号機関車"チロル"（Tirol）- 1904年に増備されたタンク機関車。オーストリア国鉄のUv形（ドイツ語版）と同型車両であり、110年以上に渡って使用され続けている[12][13]。
- 4号機関車 - 1909年製のテンダー機関車。ユーゴスラビア（現：ボスニア・ヘルツェゴビナ）の軽便鉄道で使用されていた車両で、1994年にツィラータール鉄道に譲渡された。オーストリアの軽便鉄道愛好団体である"Club 760"が所有する[14]。
- 5号機関車"ゲルロス"（Gerlos） - マグネシウム鉱山からの鉱石輸送用に1930年に導入されたタンク機関車。かつてオーストリア各地の軽便鉄道路線に導入されたUh形（ドイツ語版）の同型車両である[12][15]。
- 6号機関車"ホビー・ロコ"（Hobby lok） - 1906年製の小型タンク機関車[16]。

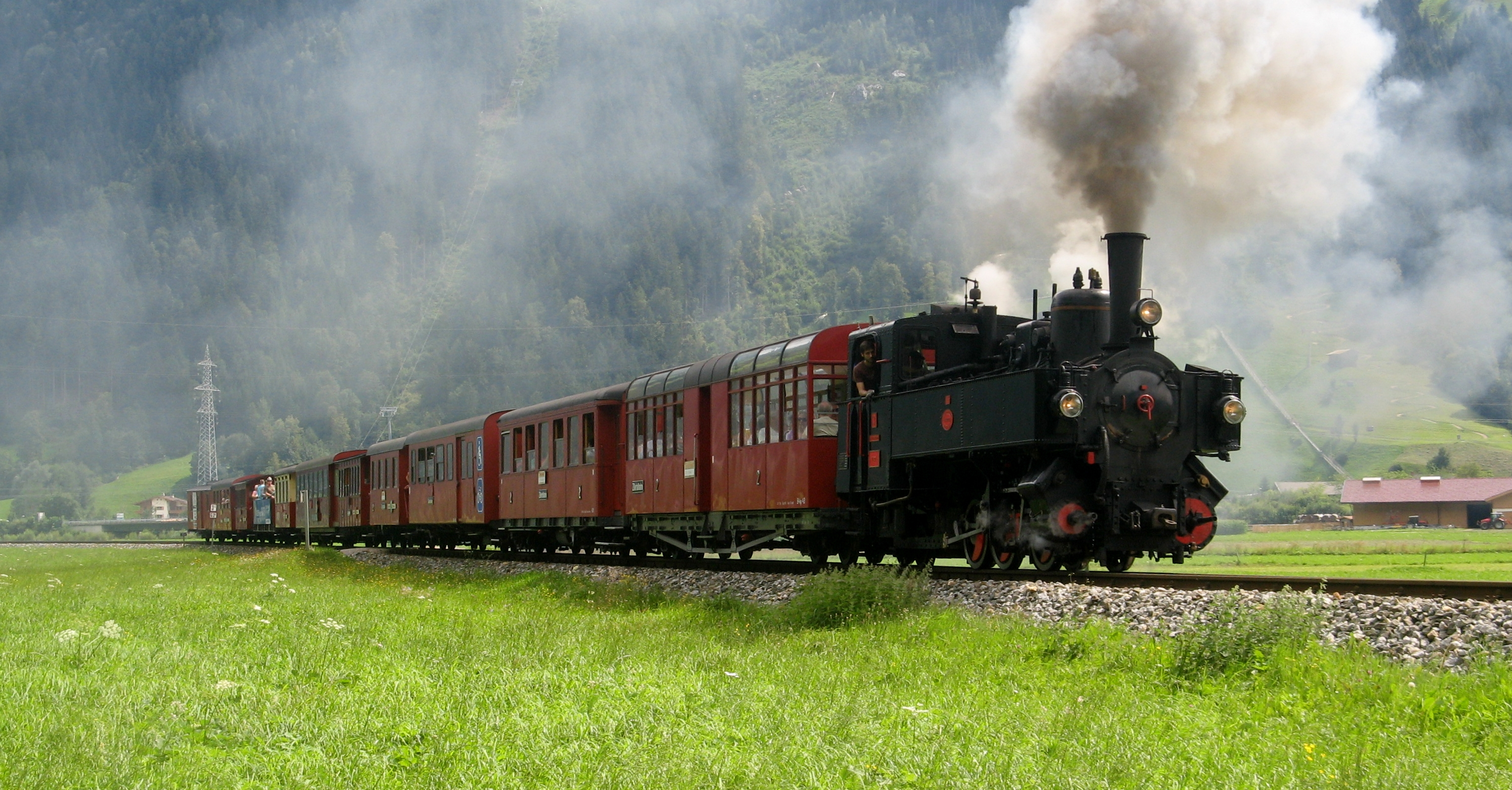
長編成の客車列車を牽引する3号機関車
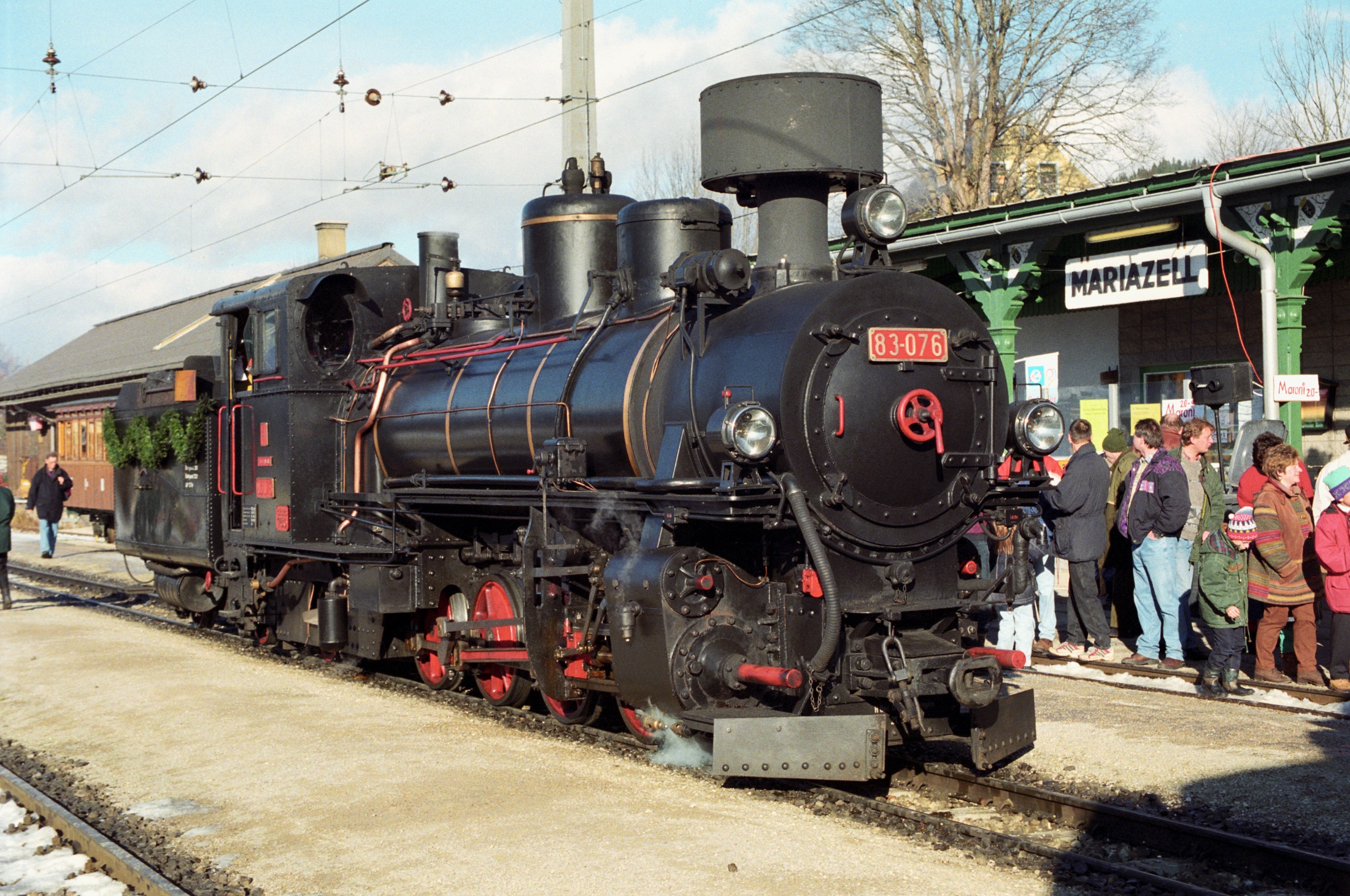
ユーゴスラビア時代のナンバープレートを装着した4号機関車
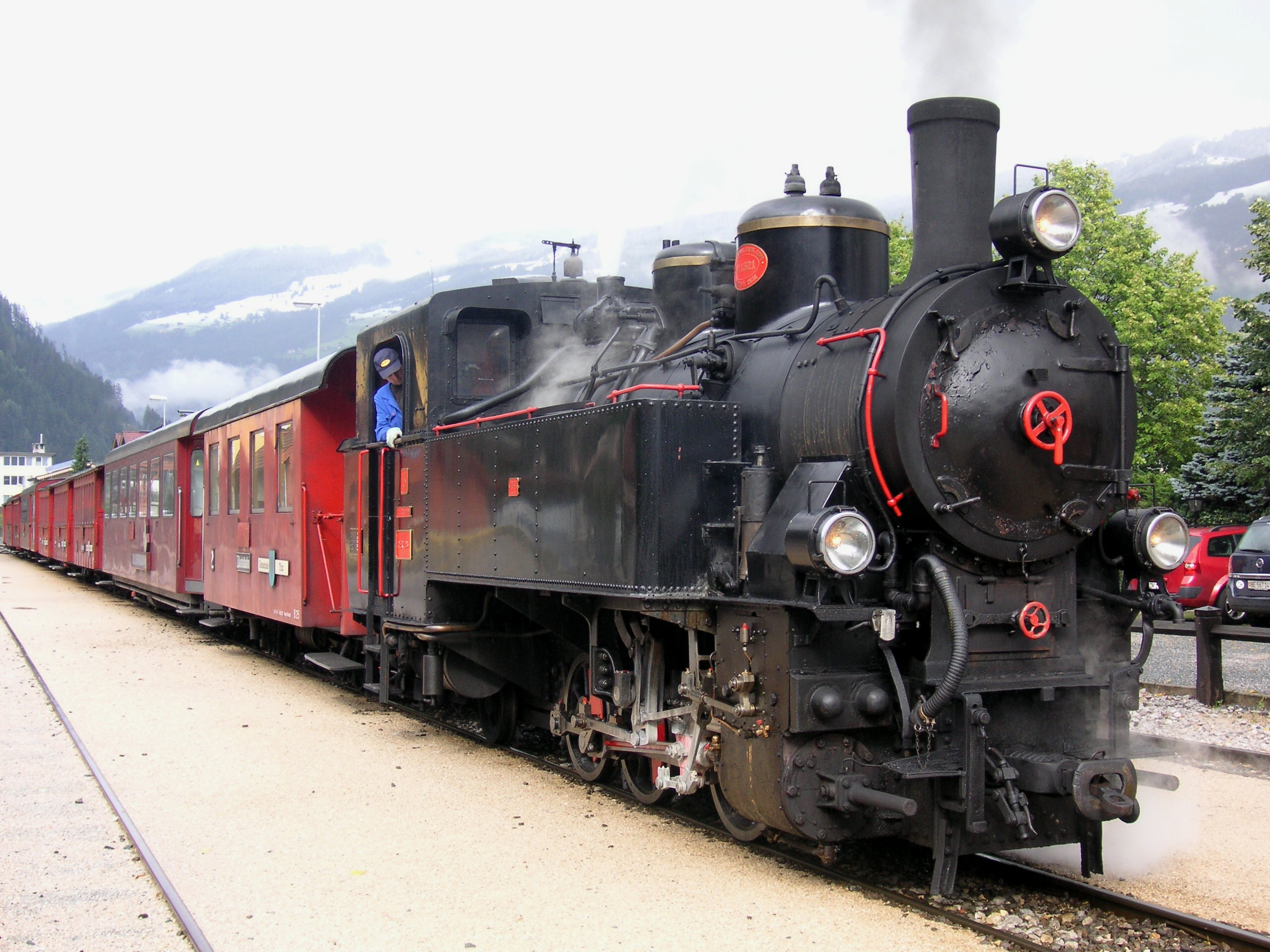
5号機関車
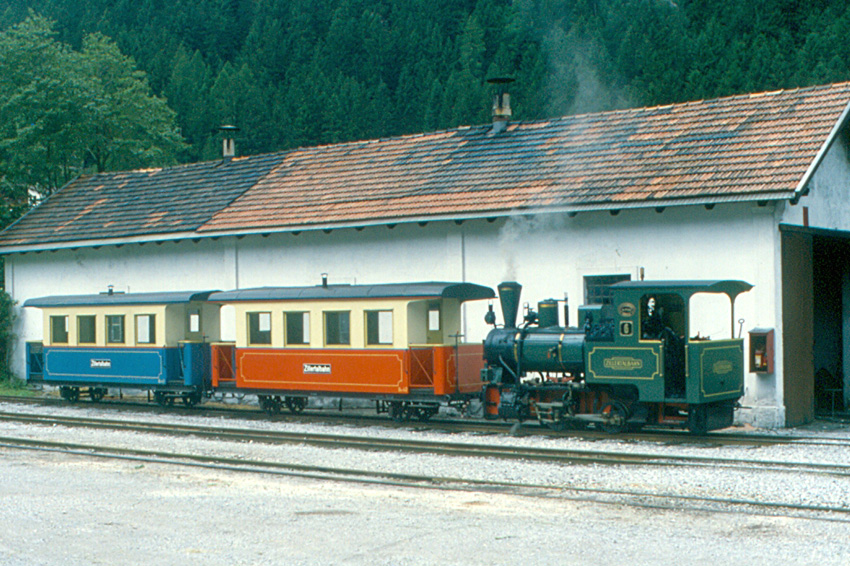
6号機関車と小型客車による体験運転用編成（ホビートレイン）

#### ディーゼル機関車
1921年にオーストリアの軽便鉄道で初めて導入して以降、ディーゼル機関車はツィラータール鉄道において旅客・貨物輸送の主力として活躍している。2004年以降はドイツのグマインダー製の車両（D13 - D16）を導入し、後述する低床客車列車や貨物列車の牽引に用いている。

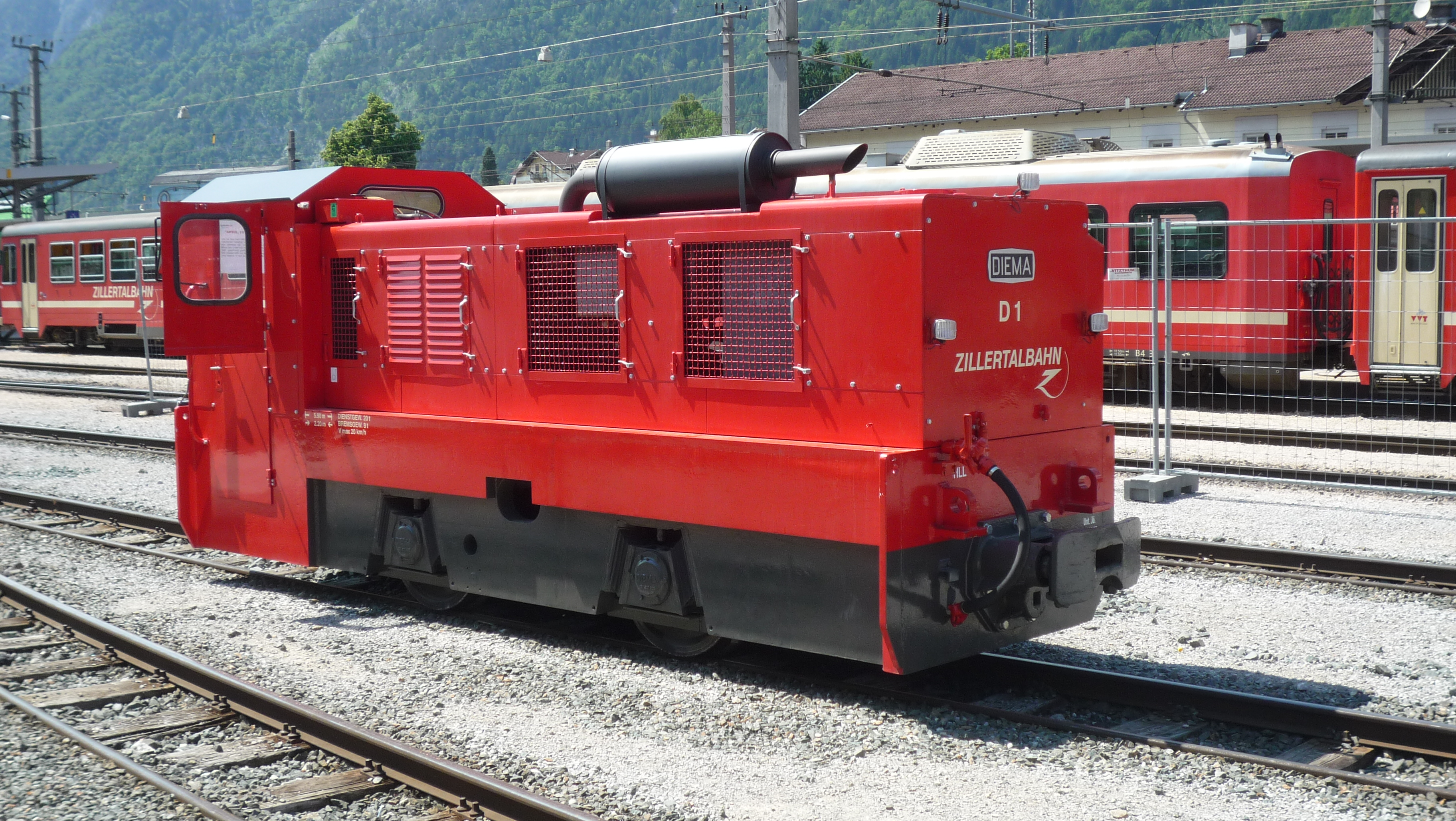
入換用のD1
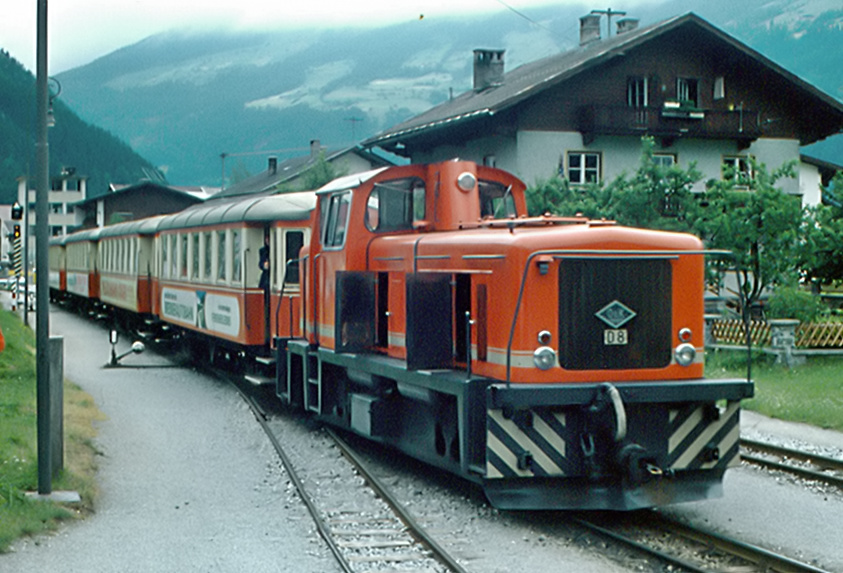
旅客列車を牽引するD8
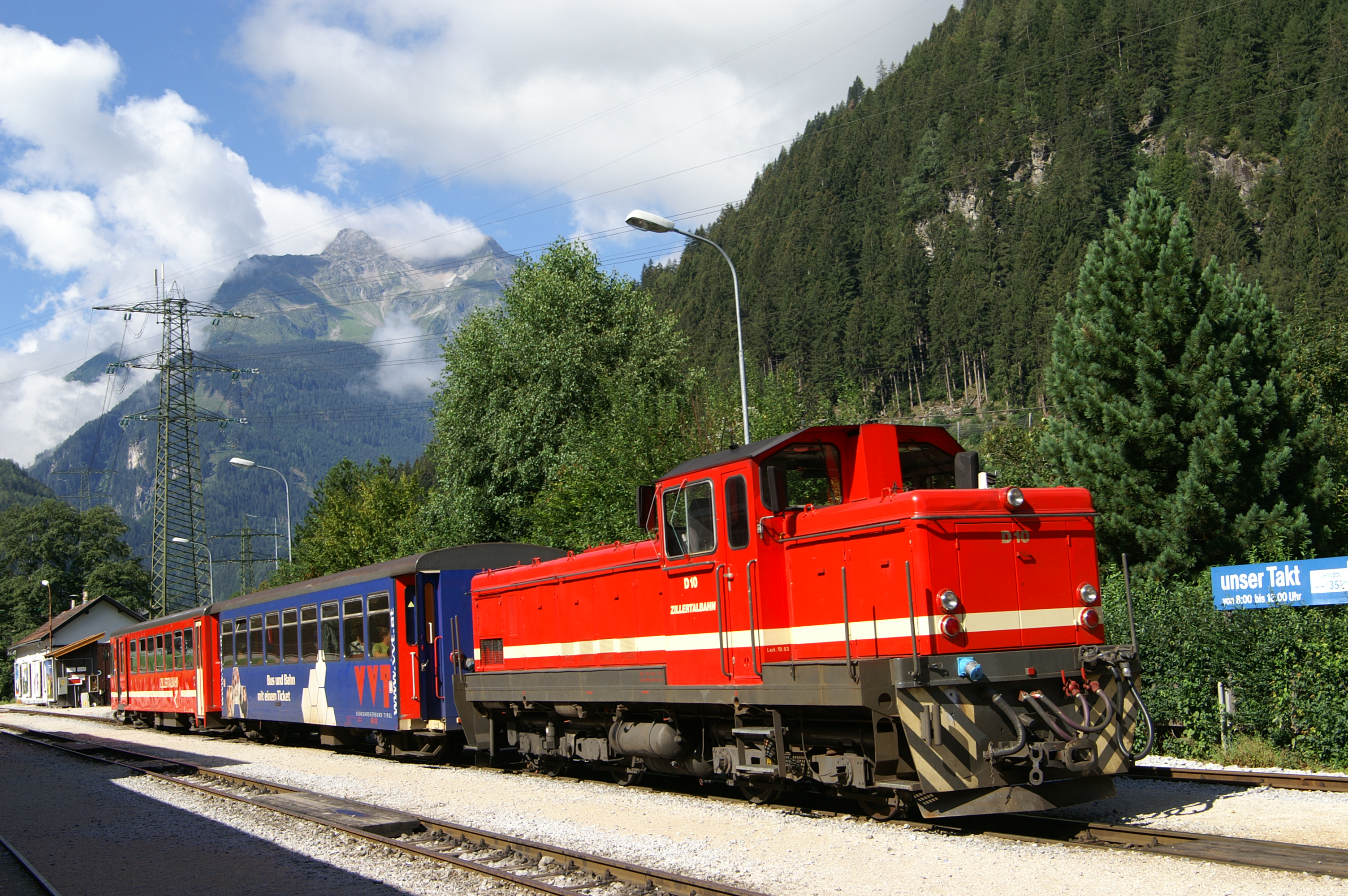
D10ディーゼル機関車
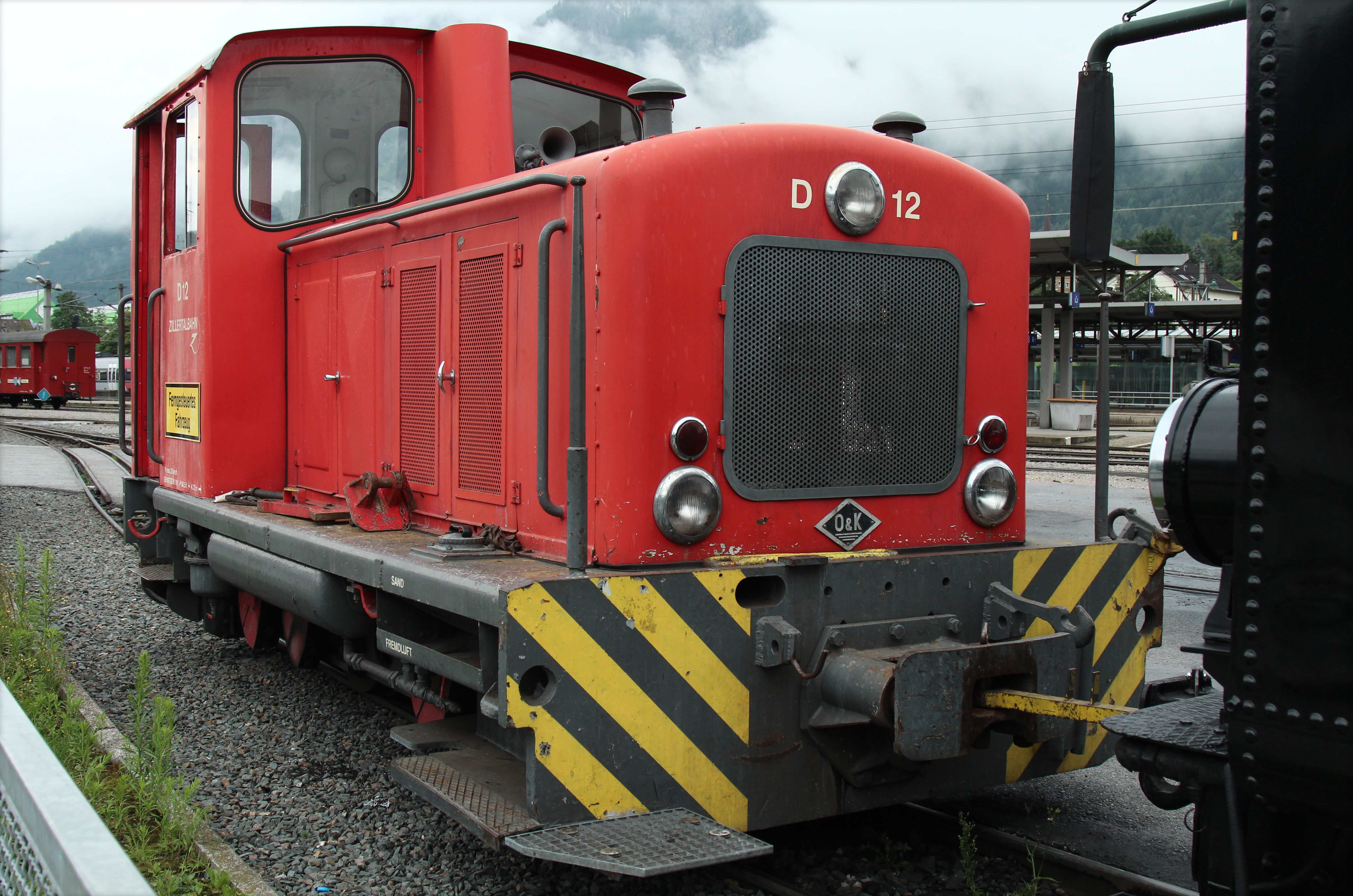
入換用機関車であるD12
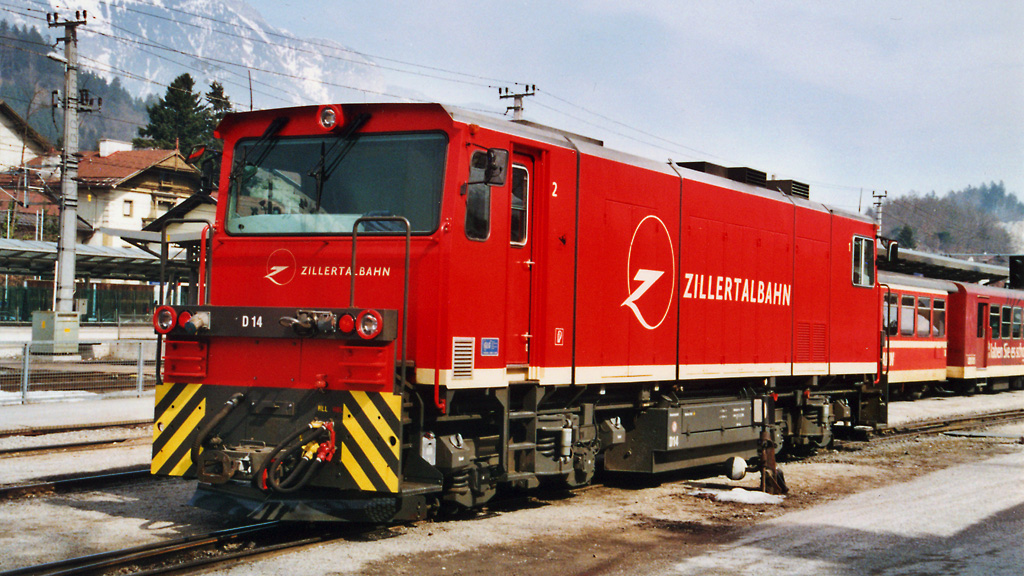
グマインダー製のD14

#### 気動車
1984年以降、ツィラータール鉄道は動力近代化のために6両（VT3 - VT8）の気動車を導入している。オーストリア連邦鉄道など他企業の軽便鉄道に導入された気動車と同型だが片運転台仕様となっており、付随車や制御車も同時に製造された。製造から20年以上が経過した2007年以降はリニューアル改造が施工されている。
また2013年以降ピンツガウ地方線から両運転台式の同型車両が貸し出されており、新たにVT1という車両番号を得ている。

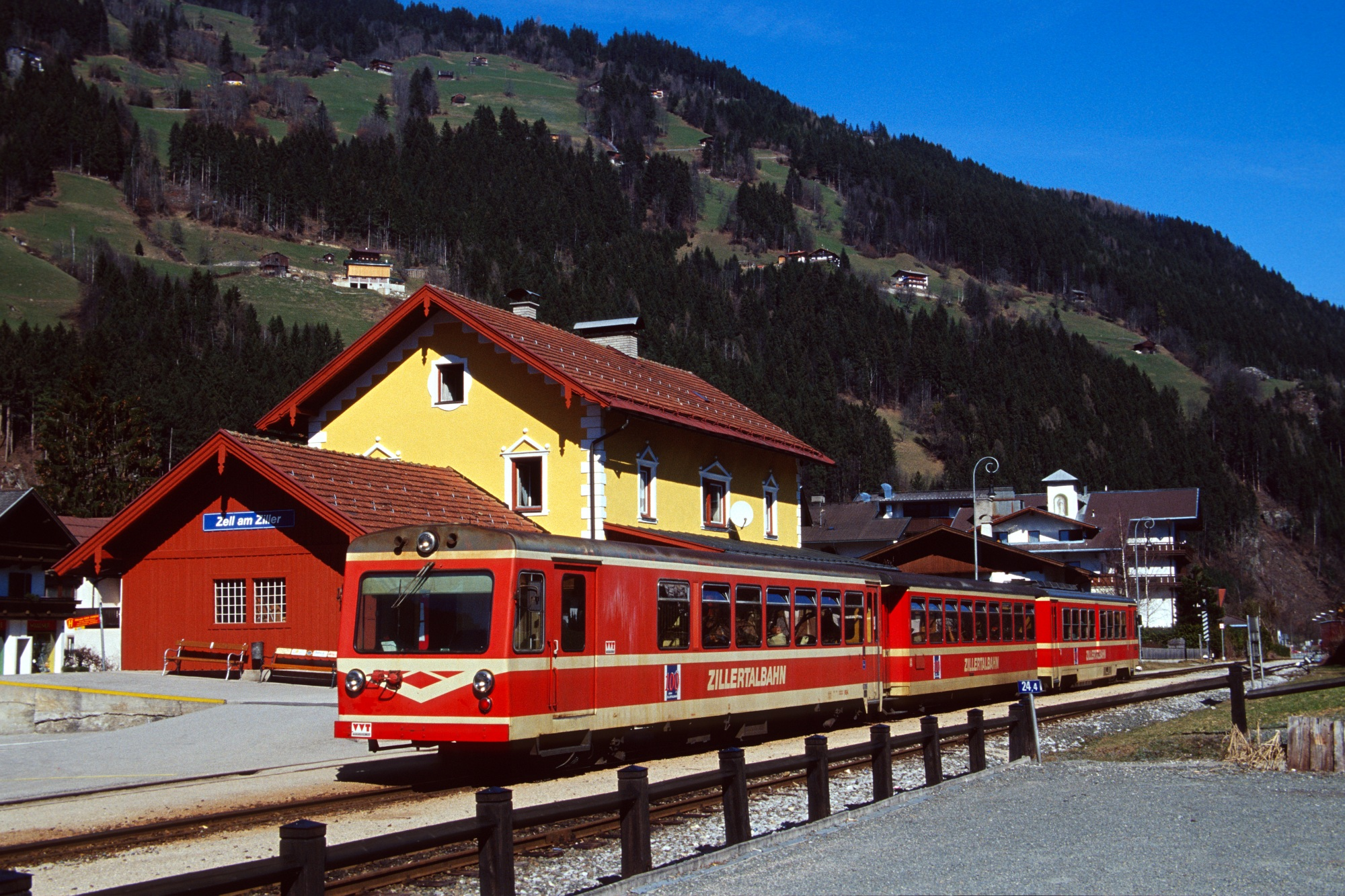
登場時の塗装（2002年撮影）
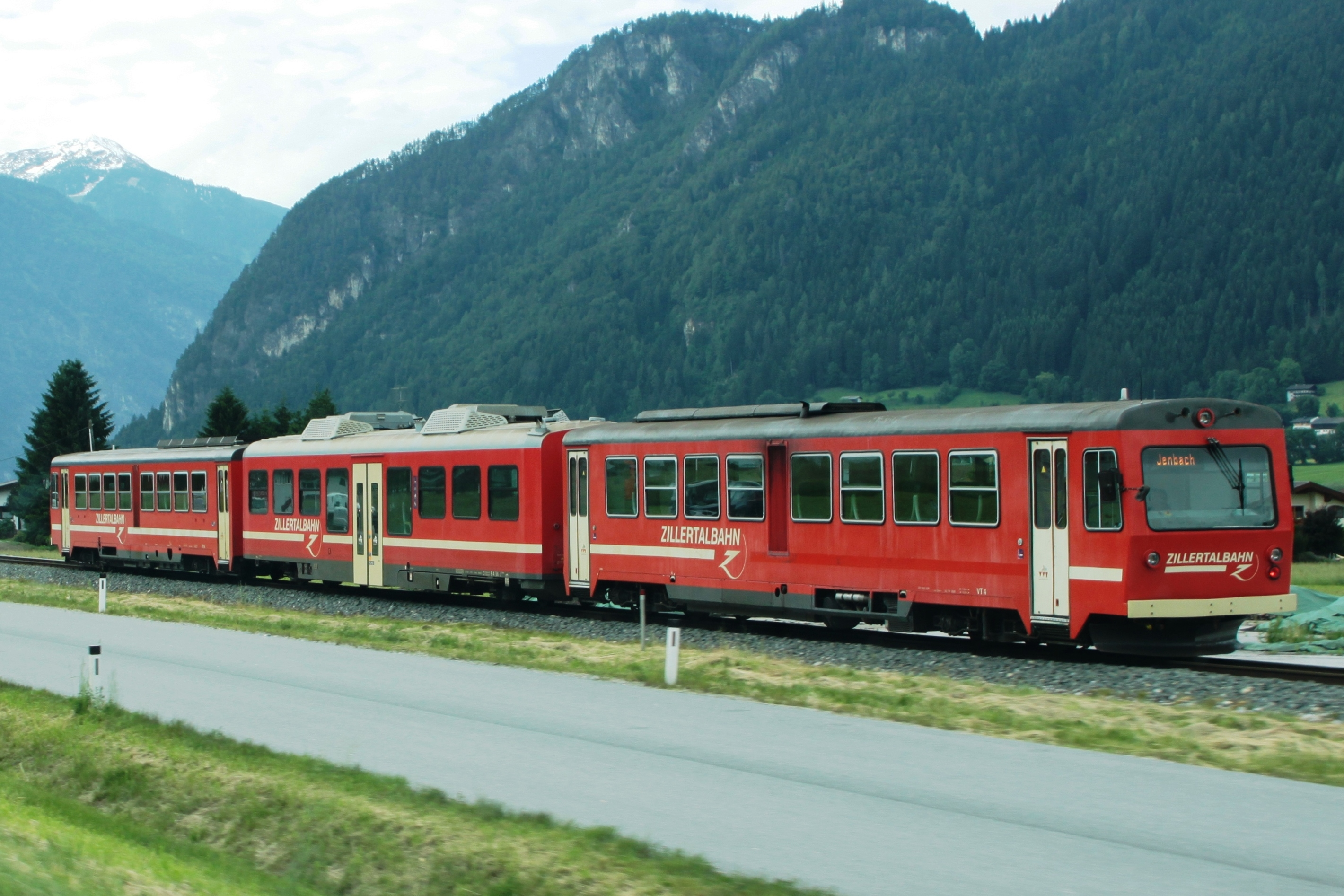
中間に客車を挟む列車も存在する
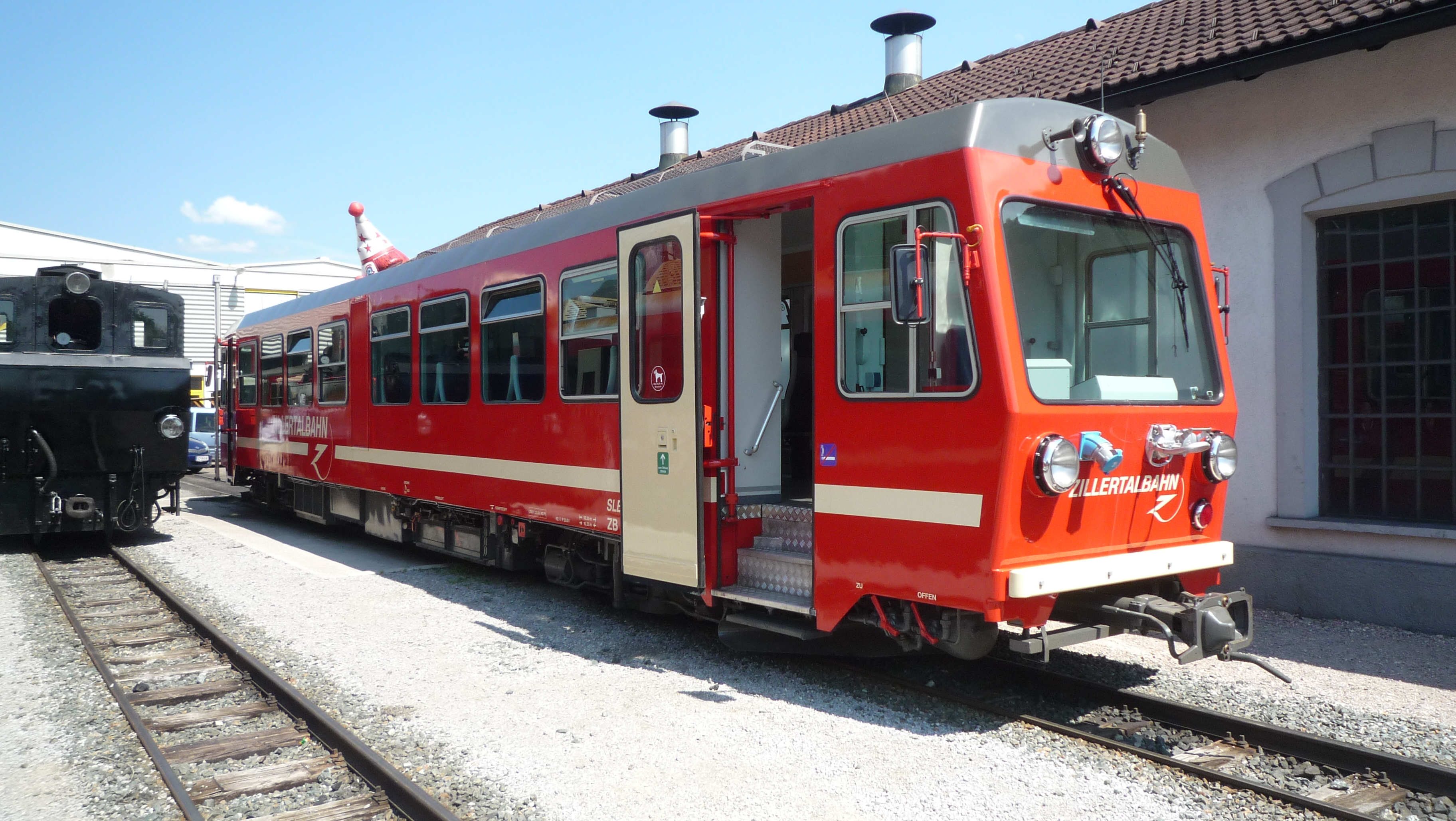
2013年から営業運転を開始したVT1

#### 客車
観光用のパノラマ客車や屋根のないオープン客車、旧型客車や酒樽を搭載したバレルカーなどが活躍する一方で一般の旅客列車用の客車も多く在籍しており、2007年以降は中央の出入口周辺に低床部分を設けた冷房付きの大型客車の導入を進めている。一部車両は運転台が設置された制御車（VS 5-7等）として製造されており、機回しが不要となっている。またそれに先立つ2002年にはオーストリア連邦鉄道から譲渡された客車を改造し、車椅子リフトや車椅子スペースの設置などのバリアフリー改造を行っている。

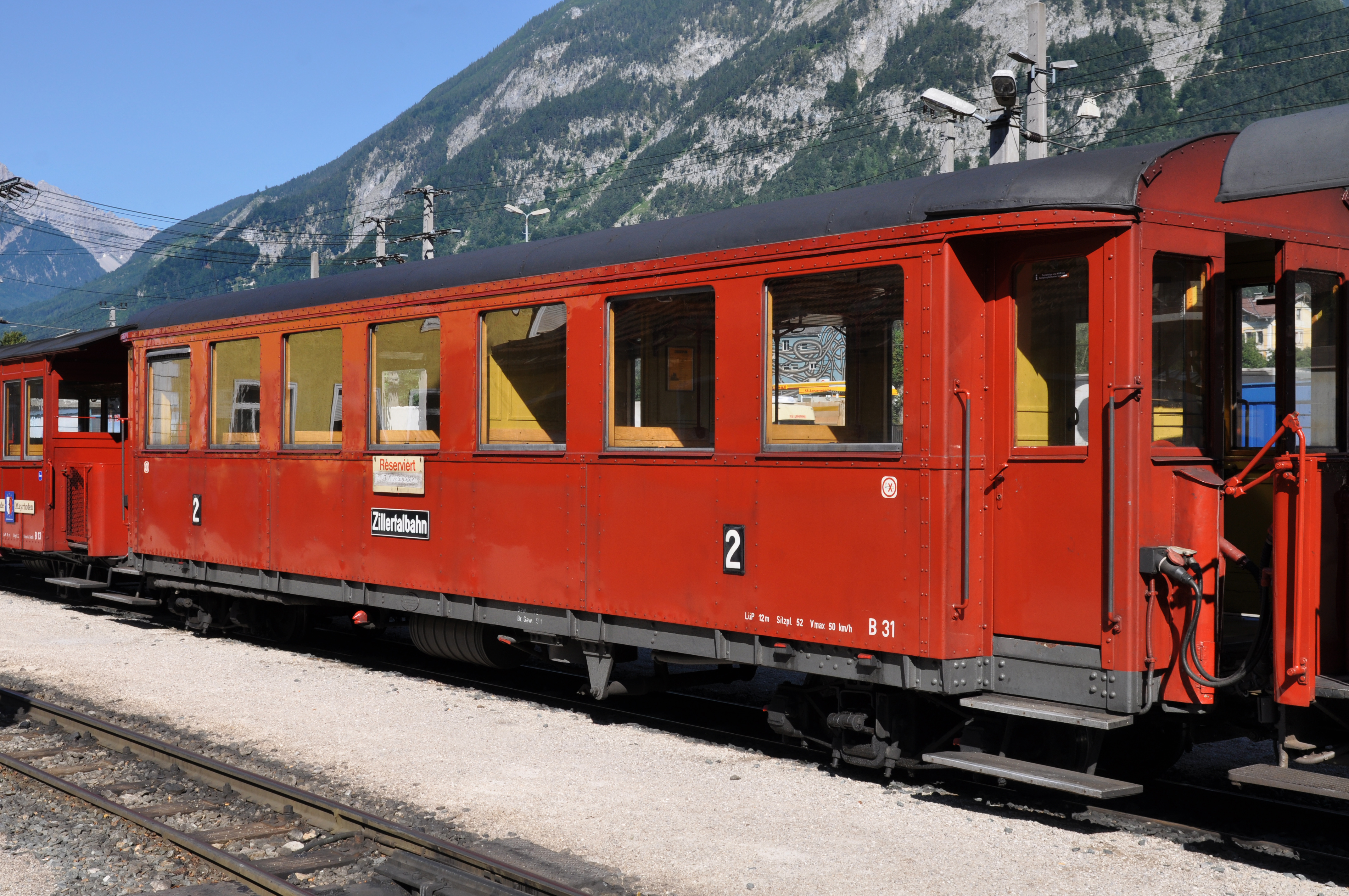
蒸気機関車列車に使用される旧型客車（B 31）
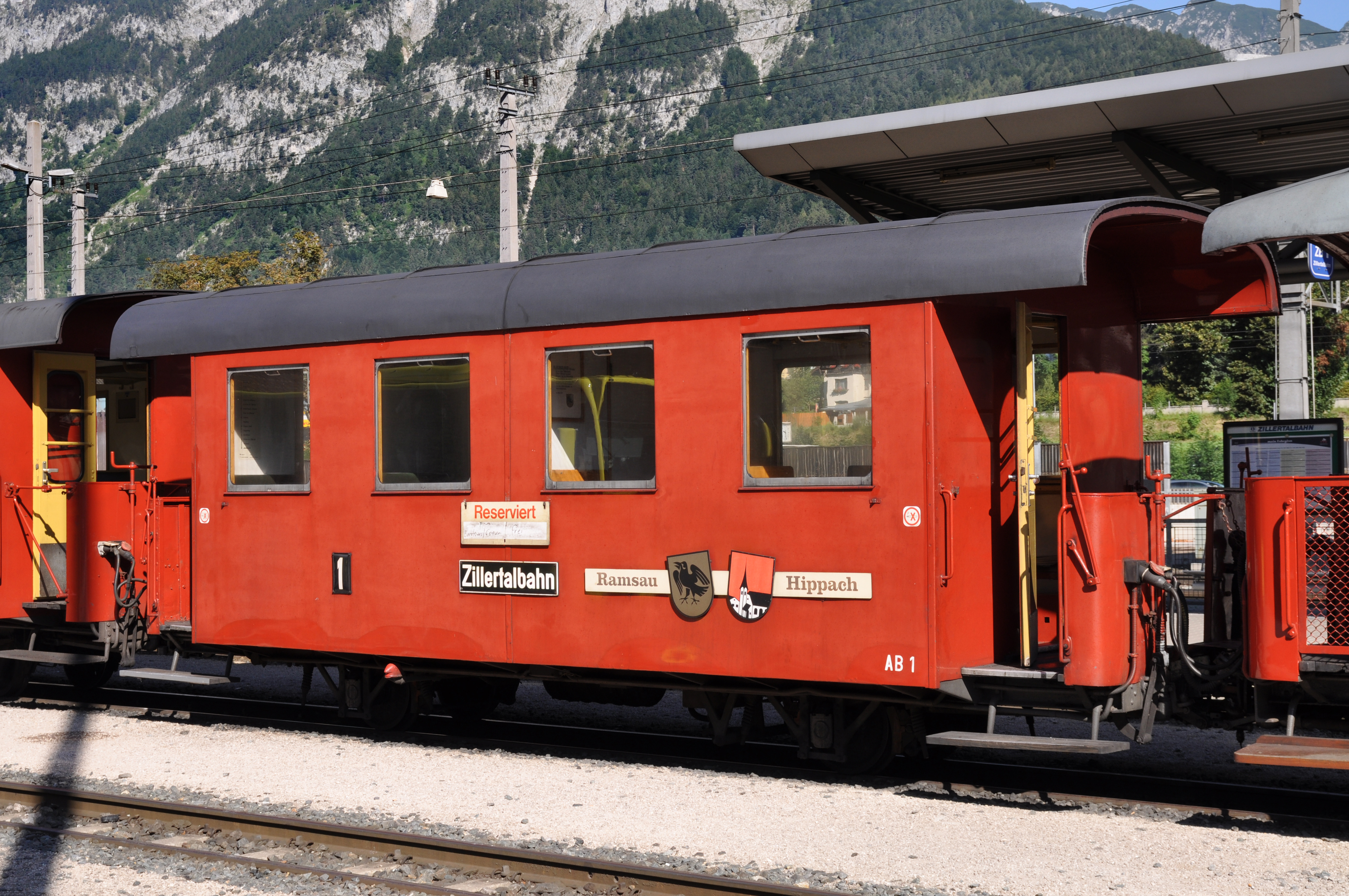
一等・二等合造客車（AB 1）
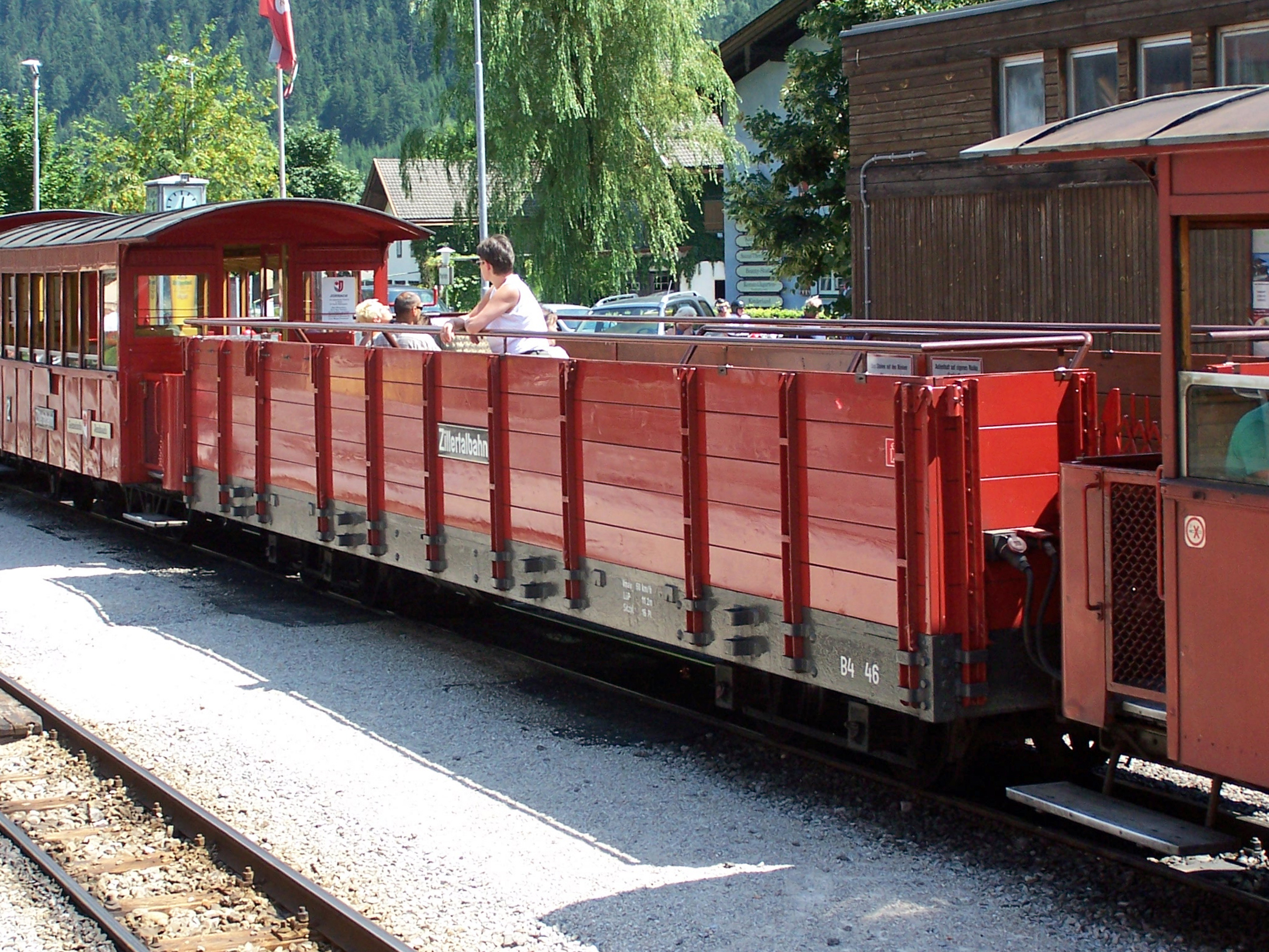
オープン客車（B4 46）
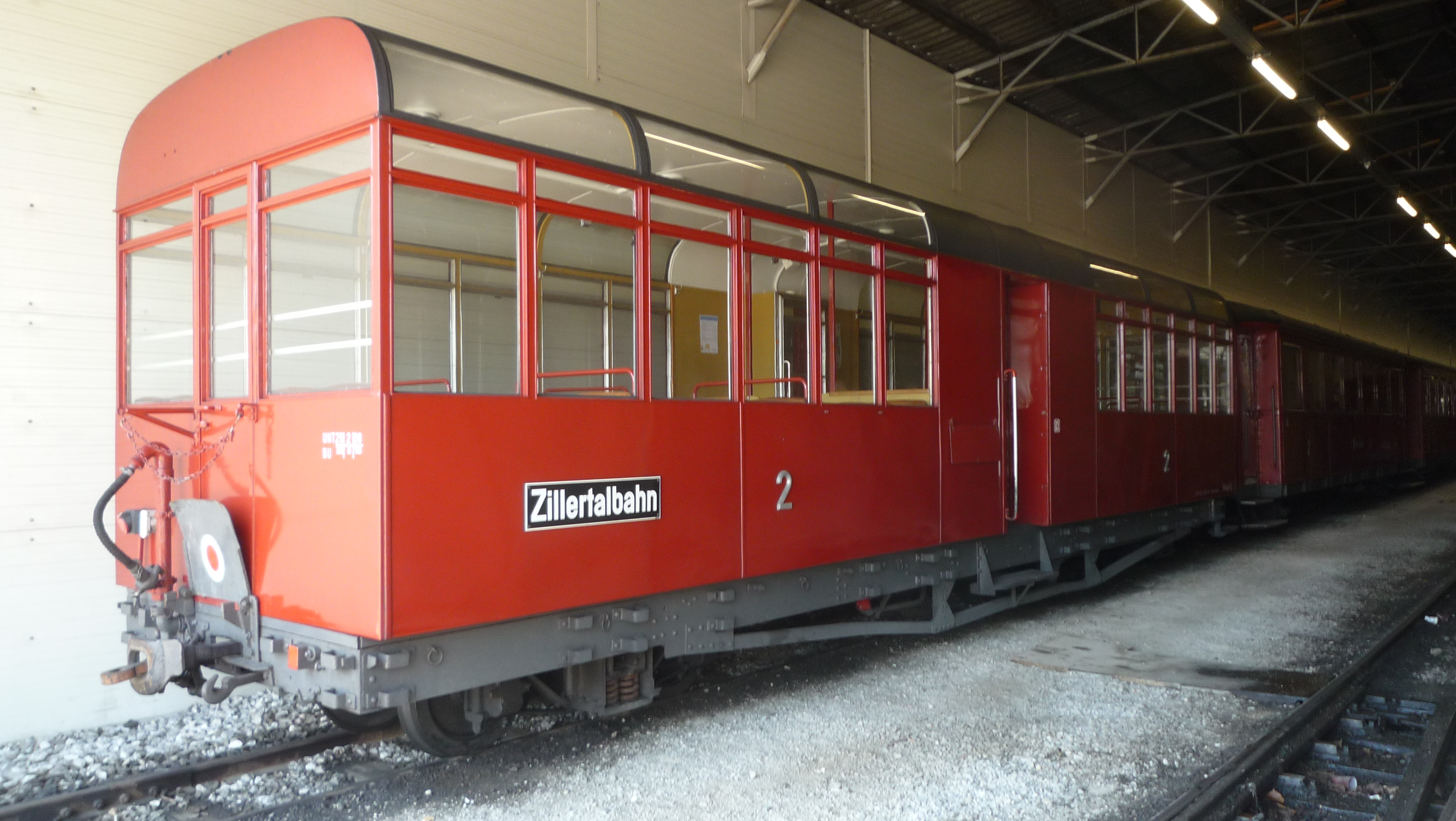
パノラマ客車（B4 43）
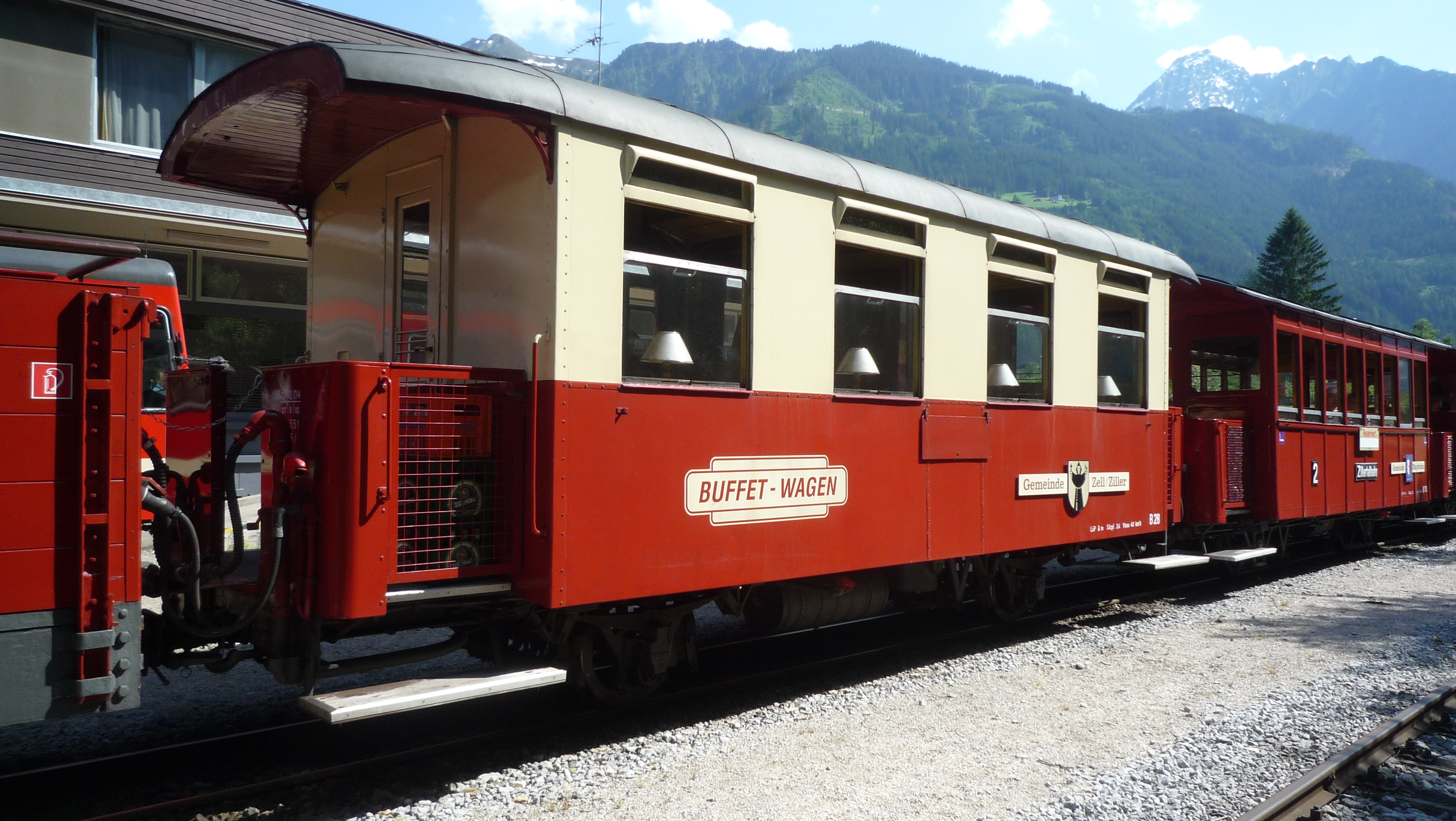
食堂車（B28）
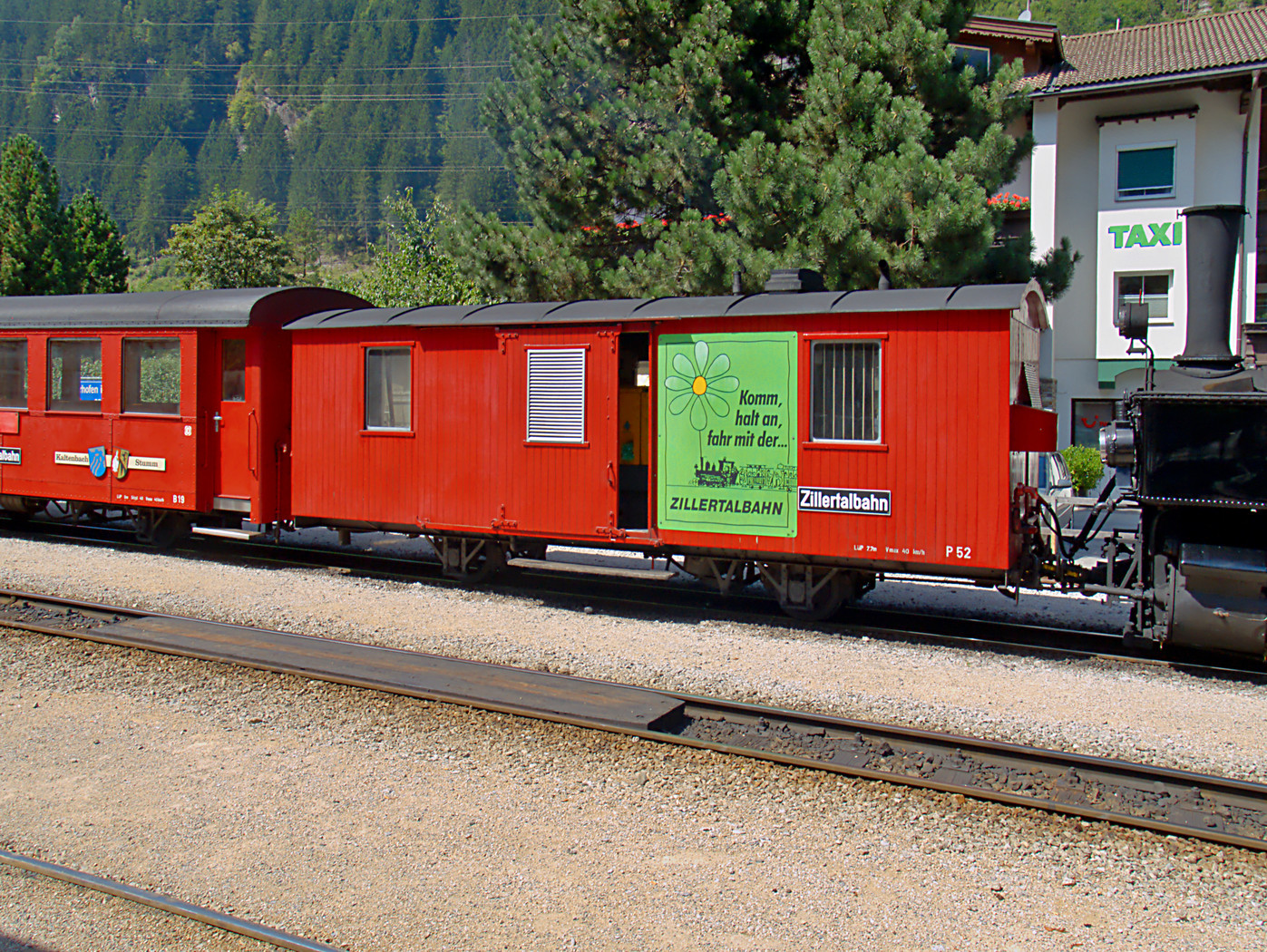
郵便車（P52）
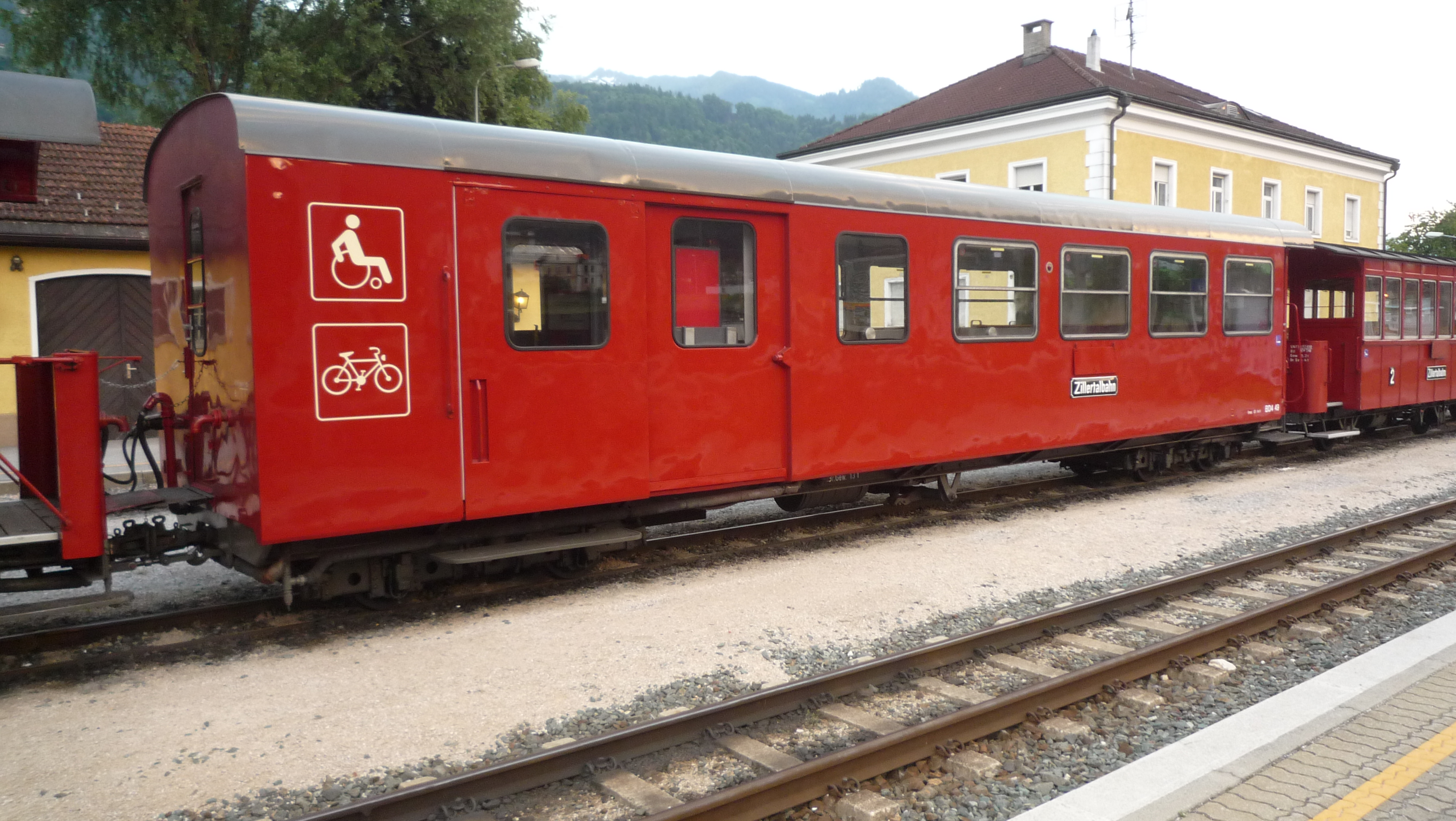
車椅子への対応工事を請けた客車（BD4i 49）
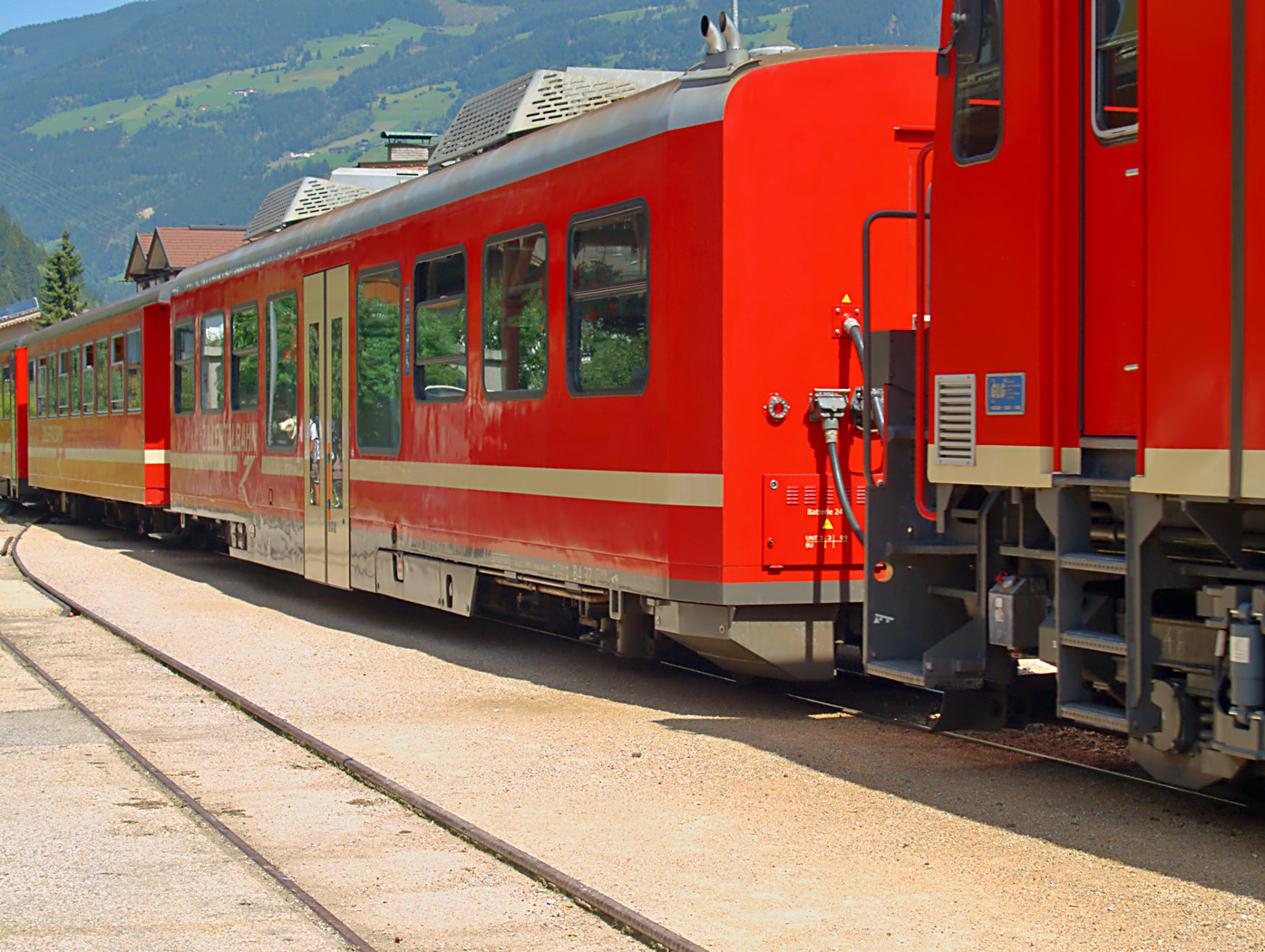
従来の客車とも編成を組む低床客車（B4 37）

#### 貨車
通常の貨物列車の他、標準軌であるオーストリア連邦鉄道から貨車を直接乗り入れさせるための専用貨車・ロールワーゲンを所有している。また、木材輸送列車の復活に際し、イノフレイト（Innofreight）社が開発した輸送システムへの改造工事を受けた長物車（最大荷重41.4 t）が10両編成を組んで使用されている。

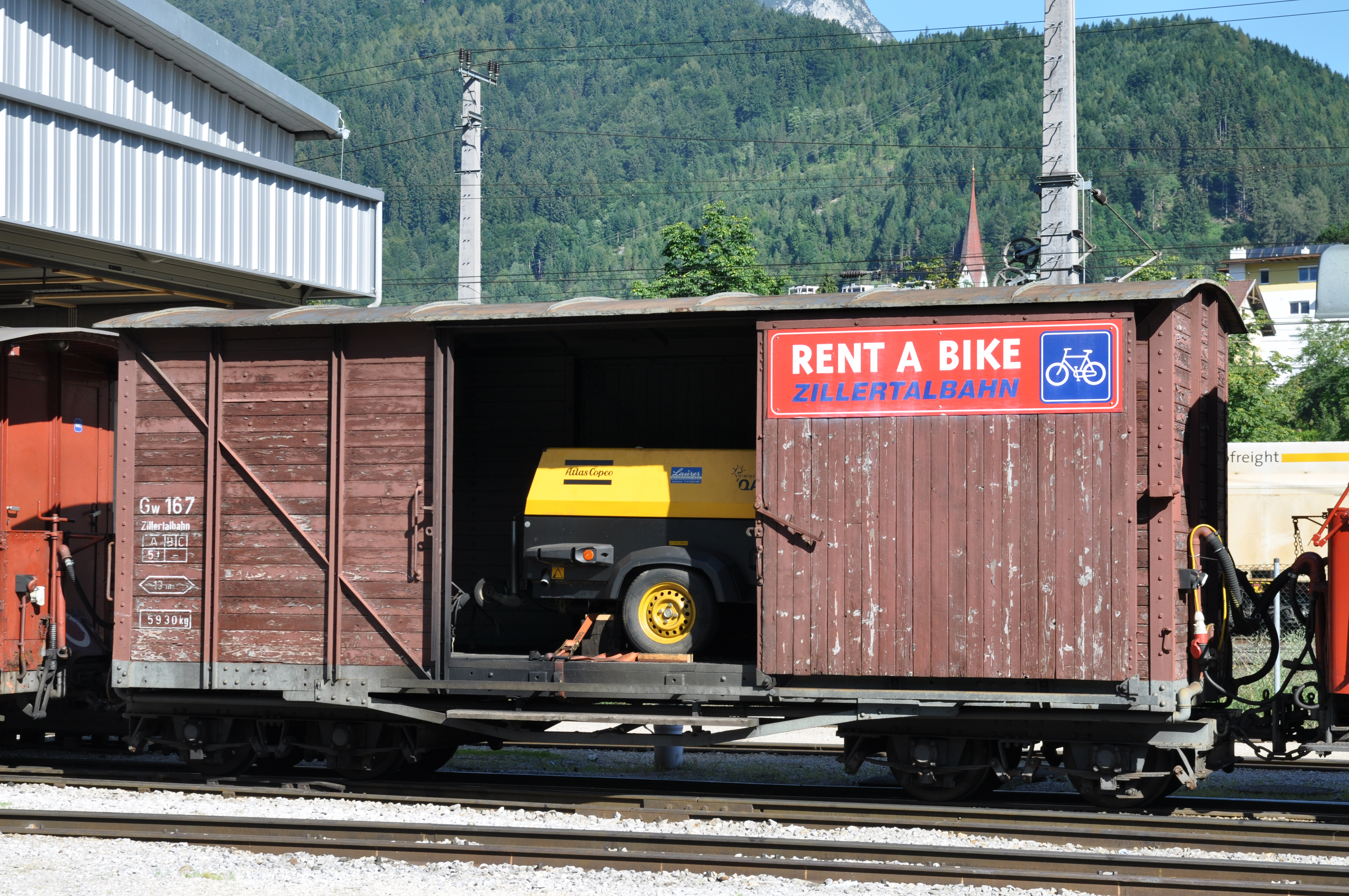
有蓋車（Gw 167）
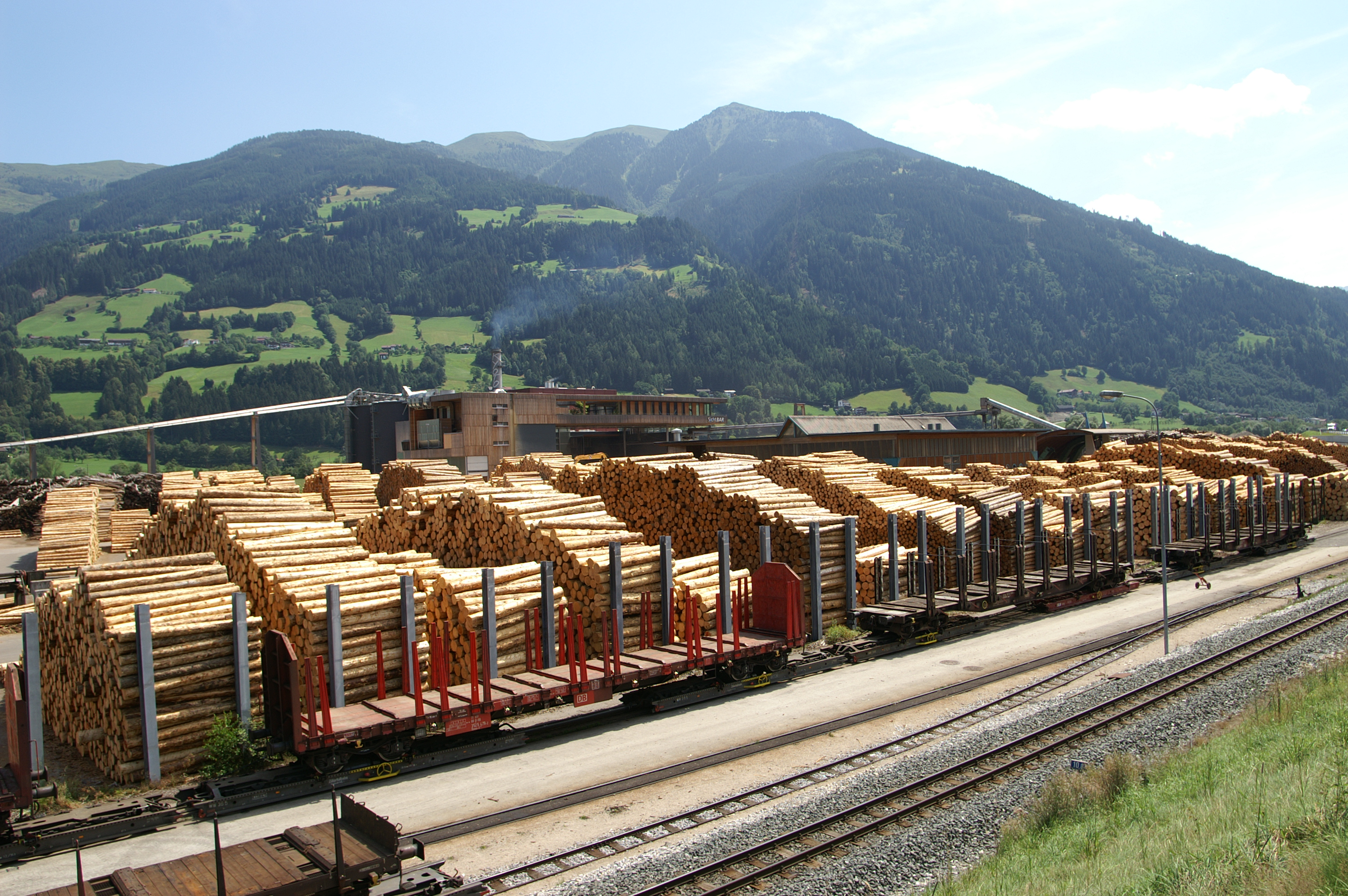
標準軌用の長物車を積載したロールワーゲン
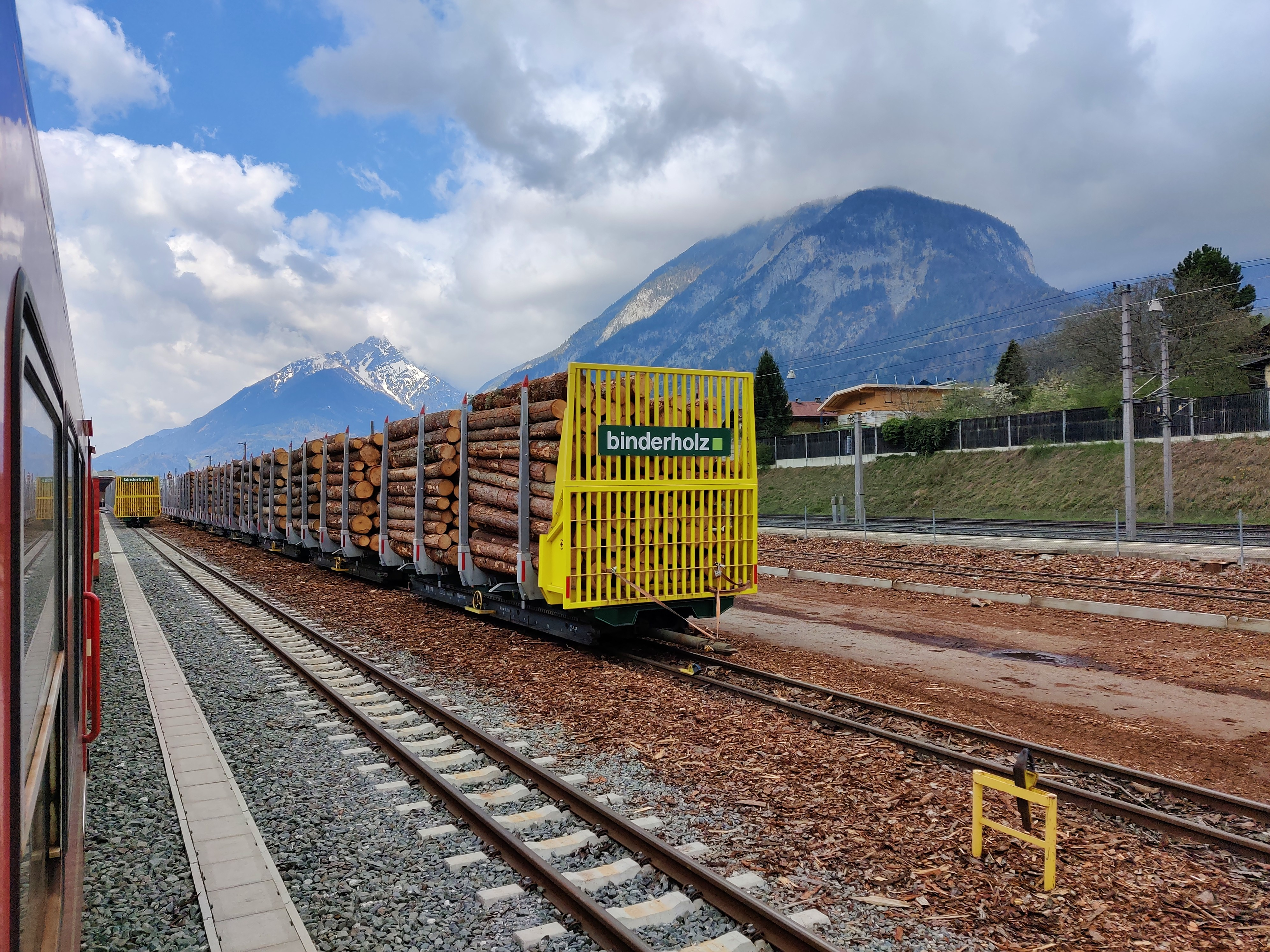
2021年以降使用されている木材輸送用長物車

### 導入予定車両
ツィラータール鉄道では2022年に水素燃料を用いる列車の導入を計画している。その試作車として、1991年に製造されマリアツェル線で使用されながらも故障が相次ぎ2015年に営業運転から撤退した4090形電車が改造される予定となっている。また2019年2月にはシュタッドラー・レールによって製造される予定の量産車のデザインが発表された。

### 過去の車両

#### 蒸気機関車
- 1号機関車"ライムント"（Raimund） - 開業時に導入されたタンク機関車。オーストリア国鉄の狭軌路線向け機関車であるU形（ドイツ語版）と同型である。名称はツィラータール鉄道開業に尽力したライムント・ライナーにちなんだもの。2018年現在はイェンバッハ博物館に静態保存されている[12]。
- 2号機関車"ツィラータール"（Zillertal） - 開業時に導入されたタンク機関車で、1号機と同型車両。2013年以降はVT1気動車と交換でピンツガウ地方線に貸し出されている[24]。

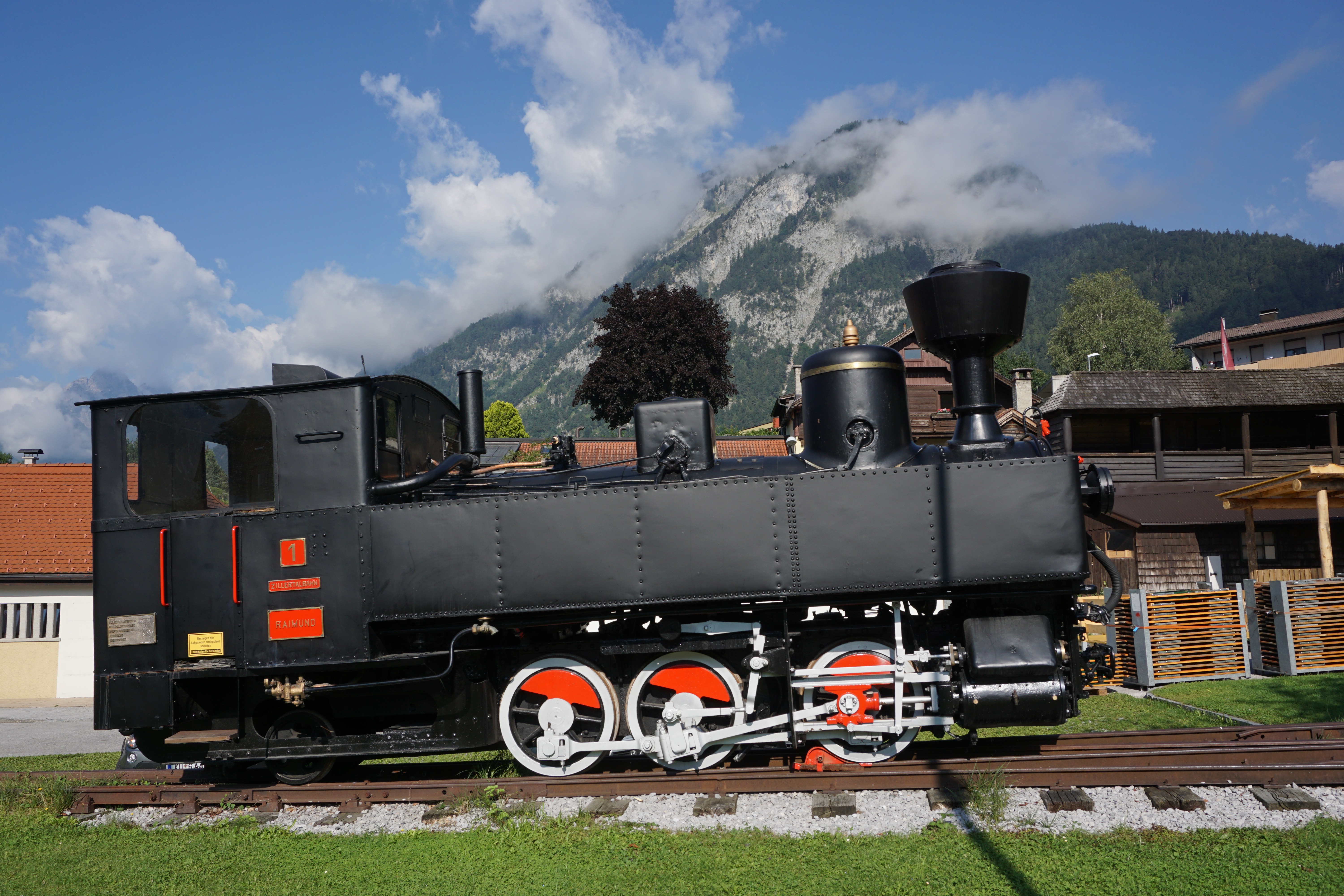
静態保存されている1号機関車
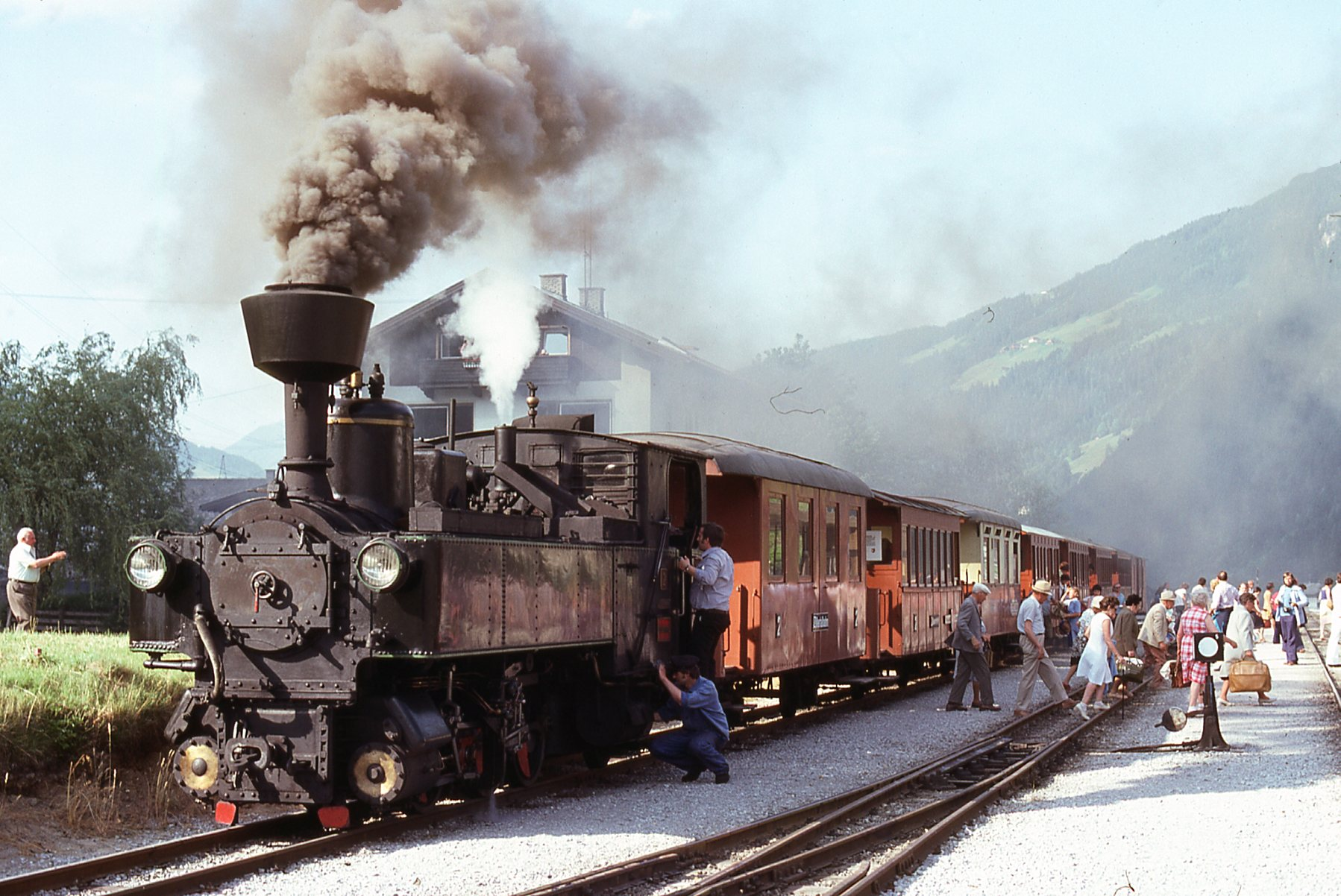
定期列車の先頭に立つ2号機関車（1979年撮影）

#### 気動車
- VT1（初代） - 1970年から1999年まで在籍していた気動車。元は西ドイツ国鉄が所有していた2両の路面電車で、使用路線が廃止された後ロッテルダム公共軌道（オランダ語版）に譲渡され、1969年にツィラータール鉄道へ再譲渡された経緯を持つ。その過程でディーゼルエンジンを搭載した電源車を新造した上で3両編成の気動車に改造され、軌間も2度に渡って変更された。引退後はアウトドルプRTM鉄道博物館（オランダ語版）で動態保存されている[25]。
- VT2（ドイツ語版） - 元はドイツの軽便鉄道であったオステローデ-クライエンゼン地区鉄道（ドイツ語版）向けに1954年に製造された気動車。1968年に同路線が廃止になった事を受けてツィラータール鉄道に譲渡された。その後、ドイツの鉄道保存協会の働きかけにより1985年にドイツへ返還されている[26]。

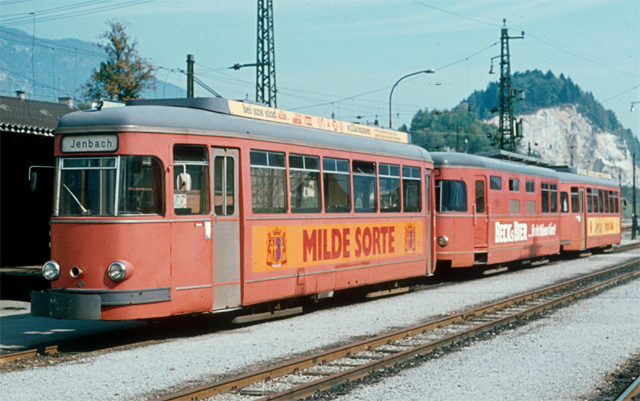
3両編成のVT1形気動車（初代）

## バス事業
ツィラータール旅客事業株式会社は1956年以降、鉄道事業に加えツィラー渓谷の各地域を結ぶバス事業も展開しており、路線バスの他に観光バス業も実施している。鉄道路線との連携も考慮されており、2011年にはイェンバッハ駅が改装され、バスと鉄道の乗り換えが容易な構造に改められている。

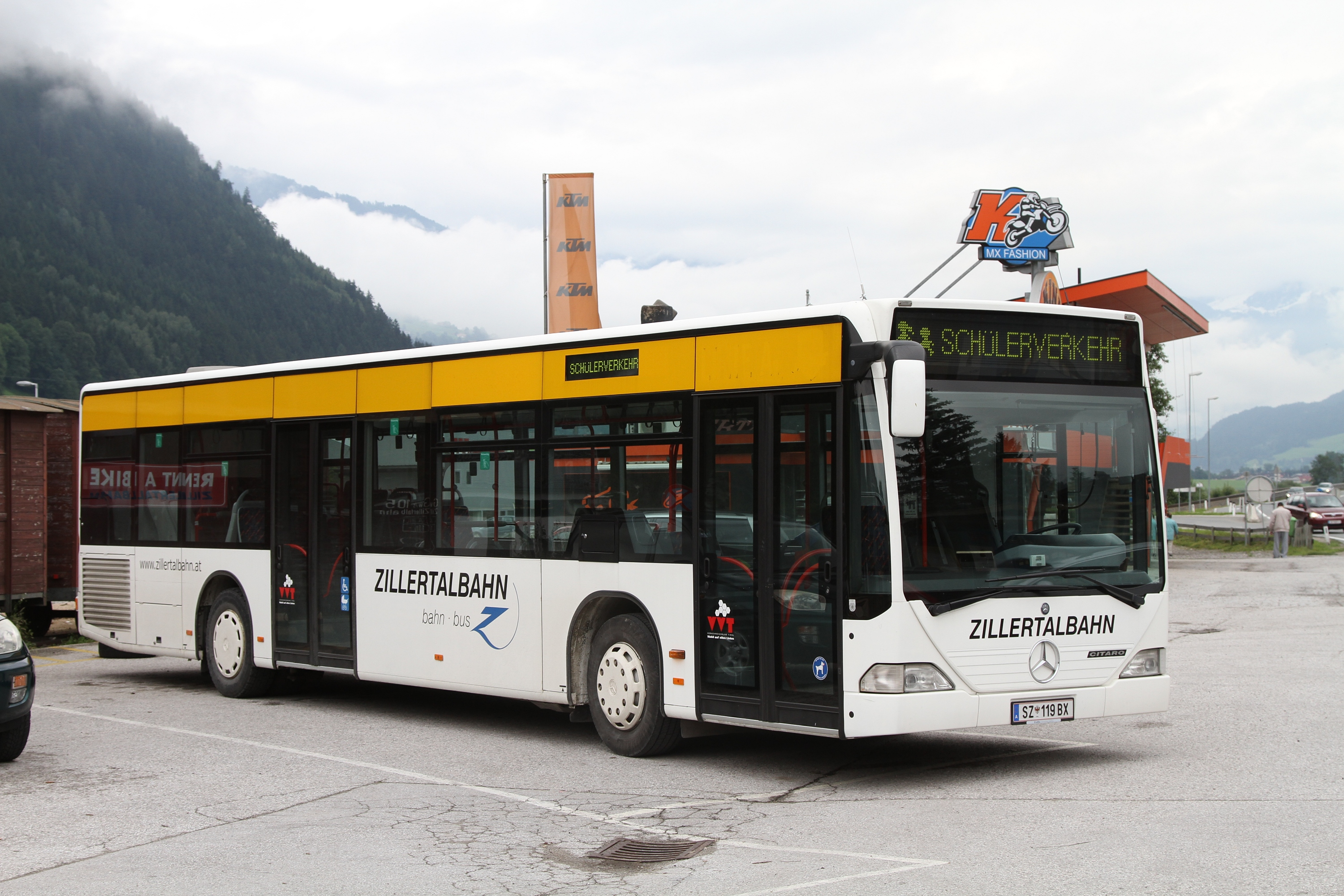
超低床バスの導入も進んでいる